# Llista d'asteroides (180001-181000)
Llista d'asteroides del 180001 al 181000, amb data de descoberta i descobridor. És un fragment de la llista d'asteroides completa. Als asteroides se'ls dona un número quan es confirma la seva òrbita, per tant apareixen llistats aproximadament segons la data de descobriment.
Contingut: 180001... 180101... 180201... 180301... 180401... 180501... 180601... 180701... 180801... 180901... 

| Nom           | Designació provisional | Data de descobriment   | Lloc de descobriment | Descobridor/s               |
| 180001-180100 | 180001-180100          | 180001-180100          | 180001-180100        | 180001-180100               |
| ------------- | ---------------------- | ---------------------- | -------------------- | --------------------------- |
| 180001 -      | 2002 YZ                | 27 de desembre de 2002 | Anderson Mesa        | LONEOS                      |
| 180002 -      | 2002 YD4               | 28 de desembre de 2002 | Anderson Mesa        | LONEOS                      |
| 180003 -      | 2002 YU5               | 27 de desembre de 2002 | Anderson Mesa        | LONEOS                      |
| 180004 -      | 2002 YY8               | 31 de desembre de 2002 | Socorro              | LINEAR                      |
| 180005 -      | 2002 YQ12              | 31 de desembre de 2002 | Socorro              | LINEAR                      |
| 180006 -      | 2002 YQ13              | 31 de desembre de 2002 | Socorro              | LINEAR                      |
| 180007 -      | 2002 YM14              | 31 de desembre de 2002 | Socorro              | LINEAR                      |
| 180008 -      | 2002 YZ18              | 31 de desembre de 2002 | Socorro              | LINEAR                      |
| 180009 -      | 2002 YY20              | 31 de desembre de 2002 | Socorro              | LINEAR                      |
| 180010 -      | 2002 YR22              | 31 de desembre de 2002 | Socorro              | LINEAR                      |
| 180011 -      | 2002 YO25              | 31 de desembre de 2002 | Socorro              | LINEAR                      |
| 180012 -      | 2002 YM26              | 31 de desembre de 2002 | Socorro              | LINEAR                      |
| 180013 -      | 2002 YV26              | 31 de desembre de 2002 | Socorro              | LINEAR                      |
| 180014 -      | 2002 YP32              | 27 de desembre de 2002 | Palomar              | NEAT                        |
| 180015 -      | 2003 AH1               | 1 de gener de 2003     | Socorro              | LINEAR                      |
| 180016 -      | 2003 AW1               | 2 de gener de 2003     | Socorro              | LINEAR                      |
| 180017 -      | 2003 AJ2               | 2 de gener de 2003     | Socorro              | LINEAR                      |
| 180018 -      | 2003 AU8               | 3 de gener de 2003     | Socorro              | LINEAR                      |
| 180019 -      | 2003 AR10              | 1 de gener de 2003     | Socorro              | LINEAR                      |
| 180020 -      | 2003 AO12              | 1 de gener de 2003     | Socorro              | LINEAR                      |
| 180021 -      | 2003 AP14              | 2 de gener de 2003     | Socorro              | LINEAR                      |
| 180022 -      | 2003 AD16              | 4 de gener de 2003     | Socorro              | LINEAR                      |
| 180023 -      | 2003 AU16              | 5 de gener de 2003     | Anderson Mesa        | LONEOS                      |
| 180024 -      | 2003 AO17              | 4 de gener de 2003     | Socorro              | LINEAR                      |
| 180025 -      | 2003 AU20              | 5 de gener de 2003     | Socorro              | LINEAR                      |
| 180026 -      | 2003 AD22              | 5 de gener de 2003     | Socorro              | LINEAR                      |
| 180027 -      | 2003 AY24              | 4 de gener de 2003     | Socorro              | LINEAR                      |
| 180028 -      | 2003 AM33              | 5 de gener de 2003     | Socorro              | LINEAR                      |
| 180029 -      | 2003 AS37              | 7 de gener de 2003     | Socorro              | LINEAR                      |
| 180030 -      | 2003 AM39              | 7 de gener de 2003     | Socorro              | LINEAR                      |
| 180031 -      | 2003 AR43              | 5 de gener de 2003     | Socorro              | LINEAR                      |
| 180032 -      | 2003 AU44              | 5 de gener de 2003     | Socorro              | LINEAR                      |
| 180033 -      | 2003 AV48              | 5 de gener de 2003     | Socorro              | LINEAR                      |
| 180034 -      | 2003 AH52              | 5 de gener de 2003     | Socorro              | LINEAR                      |
| 180035 -      | 2003 AG60              | 5 de gener de 2003     | Socorro              | LINEAR                      |
| 180036 -      | 2003 AD63              | 8 de gener de 2003     | Socorro              | LINEAR                      |
| 180037 -      | 2003 AD65              | 7 de gener de 2003     | Socorro              | LINEAR                      |
| 180038 -      | 2003 AO66              | 7 de gener de 2003     | Socorro              | LINEAR                      |
| 180039 -      | 2003 AR67              | 8 de gener de 2003     | Socorro              | LINEAR                      |
| 180040 -      | 2003 AX72              | 10 de gener de 2003    | Socorro              | LINEAR                      |
| 180041 -      | 2003 AY72              | 10 de gener de 2003    | Socorro              | LINEAR                      |
| 180042 -      | 2003 AQ75              | 10 de gener de 2003    | Socorro              | LINEAR                      |
| 180043 -      | 2003 AF77              | 10 de gener de 2003    | Socorro              | LINEAR                      |
| 180044 -      | 2003 AJ88              | 2 de gener de 2003     | Socorro              | LINEAR                      |
| 180045 -      | 2003 AR91              | 5 de gener de 2003     | Anderson Mesa        | LONEOS                      |
| 180046 -      | 2003 BB5               | 24 de gener de 2003    | La Silla             | A. Boattini, H. Scholl      |
| 180047 -      | 2003 BM9               | 26 de gener de 2003    | Palomar              | NEAT                        |
| 180048 -      | 2003 BH10              | 26 de gener de 2003    | Palomar              | NEAT                        |
| 180049 -      | 2003 BN14              | 26 de gener de 2003    | Haleakala            | NEAT                        |
| 180050 -      | 2003 BR21              | 27 de gener de 2003    | Socorro              | LINEAR                      |
| 180051 -      | 2003 BJ22              | 25 de gener de 2003    | Palomar              | NEAT                        |
| 180052 -      | 2003 BU23              | 25 de gener de 2003    | Palomar              | NEAT                        |
| 180053 -      | 2003 BU25              | 26 de gener de 2003    | Palomar              | NEAT                        |
| 180054 -      | 2003 BY30              | 27 de gener de 2003    | Socorro              | LINEAR                      |
| 180055 -      | 2003 BR32              | 27 de gener de 2003    | Kitt Peak            | Spacewatch                  |
| 180056 -      | 2003 BO39              | 27 de gener de 2003    | Socorro              | LINEAR                      |
| 180057 -      | 2003 BU45              | 30 de gener de 2003    | Palomar              | NEAT                        |
| 180058 -      | 2003 BM50              | 27 de gener de 2003    | Socorro              | LINEAR                      |
| 180059 -      | 2003 BL65              | 30 de gener de 2003    | Anderson Mesa        | LONEOS                      |
| 180060 -      | 2003 BV65              | 30 de gener de 2003    | Socorro              | LINEAR                      |
| 180061 -      | 2003 BG66              | 30 de gener de 2003    | Anderson Mesa        | LONEOS                      |
| 180062 -      | 2003 BT71              | 28 de gener de 2003    | Socorro              | LINEAR                      |
| 180063 -      | 2003 BC76              | 29 de gener de 2003    | Palomar              | NEAT                        |
| 180064 -      | 2003 BP78              | 31 de gener de 2003    | Socorro              | LINEAR                      |
| 180065 -      | 2003 BF79              | 31 de gener de 2003    | Anderson Mesa        | LONEOS                      |
| 180066 -      | 2003 BN79              | 31 de gener de 2003    | Anderson Mesa        | LONEOS                      |
| 180067 -      | 2003 BY80              | 30 de gener de 2003    | Anderson Mesa        | LONEOS                      |
| 180068 -      | 2003 BK82              | 31 de gener de 2003    | Socorro              | LINEAR                      |
| 180069 -      | 2003 BW82              | 31 de gener de 2003    | Socorro              | LINEAR                      |
| 180070 -      | 2003 BU90              | 31 de gener de 2003    | Socorro              | LINEAR                      |
| 180071 -      | 2003 BH92              | 26 de gener de 2003    | Anderson Mesa        | LONEOS                      |
| 180072 -      | 2003 CS2               | 2 de febrer de 2003    | Socorro              | LINEAR                      |
| 180073 -      | 2003 CX2               | 2 de febrer de 2003    | Socorro              | LINEAR                      |
| 180074 -      | 2003 CB4               | 1 de febrer de 2003    | Socorro              | LINEAR                      |
| 180075 -      | 2003 CM12              | 2 de febrer de 2003    | Palomar              | NEAT                        |
| 180076 -      | 2003 CO12              | 2 de febrer de 2003    | Palomar              | NEAT                        |
| 180077 -      | 2003 CZ21              | 3 de febrer de 2003    | Goodricke-Pigott     | J. W. Kessel                |
| 180078 -      | 2003 CG25              | 5 de febrer de 2003    | Haleakala            | NEAT                        |
| 180079 -      | 2003 DU2               | 22 de febrer de 2003   | Desert Eagle         | W. K. Y. Yeung              |
| 180080 -      | 2003 DZ10              | 26 de febrer de 2003   | Socorro              | LINEAR                      |
| 180081 -      | 2003 DA11              | 23 de febrer de 2003   | Kitt Peak            | Spacewatch                  |
| 180082 -      | 2003 DZ11              | 25 de febrer de 2003   | Campo Imperatore     | CINEOS                      |
| 180083 -      | 2003 DT19              | 22 de febrer de 2003   | Palomar              | NEAT                        |
| 180084 -      | 2003 DV24              | 23 de febrer de 2003   | Kitt Peak            | Spacewatch                  |
| 180085 -      | 2003 EW1               | 3 de març de 2003      | Palomar              | NEAT                        |
| 180086 -      | 2003 EE4               | 6 de març de 2003      | Socorro              | LINEAR                      |
| 180087 -      | 2003 EL8               | 6 de març de 2003      | Anderson Mesa        | LONEOS                      |
| 180088 -      | 2003 EQ27              | 6 de març de 2003      | Socorro              | LINEAR                      |
| 180089 -      | 2003 ER27              | 6 de març de 2003      | Socorro              | LINEAR                      |
| 180090 -      | 2003 EX28              | 6 de març de 2003      | Socorro              | LINEAR                      |
| 180091 -      | 2003 ED32              | 7 de març de 2003      | Socorro              | LINEAR                      |
| 180092 -      | 2003 EC36              | 7 de març de 2003      | Anderson Mesa        | LONEOS                      |
| 180093 -      | 2003 EJ41              | 9 de març de 2003      | Kitt Peak            | Spacewatch                  |
| 180094 -      | 2003 EA42              | 7 de març de 2003      | Anderson Mesa        | LONEOS                      |
| 180095 -      | 2003 EA46              | 7 de març de 2003      | Socorro              | LINEAR                      |
| 180096 -      | 2003 EH49              | 10 de març de 2003     | Anderson Mesa        | LONEOS                      |
| 180097 -      | 2003 EF53              | 8 de març de 2003      | Palomar              | NEAT                        |
| 180098 -      | 2003 EF60              | 6 de març de 2003      | Goodricke-Pigott     | R. A. Tucker                |
| 180099 -      | 2003 EY62              | 10 de març de 2003     | Campo Imperatore     | CINEOS                      |
| 180100 -      | 2003 FT2               | 23 de març de 2003     | Palomar              | NEAT                        |
| 180101-180200 |                        |                        |                      |                             |
| 180101 -      | 2003 FB3               | 24 de març de 2003     | Socorro              | LINEAR                      |
| 180102 -      | 2003 FN3               | 24 de març de 2003     | Socorro              | LINEAR                      |
| 180103 -      | 2003 FX6               | 26 de març de 2003     | Wrightwood           | J. W. Young                 |
| 180104 -      | 2003 FN11              | 23 de març de 2003     | Kitt Peak            | Spacewatch                  |
| 180105 -      | 2003 FB12              | 24 de març de 2003     | Kitt Peak            | Spacewatch                  |
| 180106 -      | 2003 FB19              | 24 de març de 2003     | Haleakala            | NEAT                        |
| 180107 -      | 2003 FH22              | 25 de març de 2003     | Catalina             | CSS                         |
| 180108 -      | 2003 FU23              | 23 de març de 2003     | Kitt Peak            | Spacewatch                  |
| 180109 -      | 2003 FT26              | 24 de març de 2003     | Kitt Peak            | Spacewatch                  |
| 180110 -      | 2003 FP27              | 24 de març de 2003     | Kitt Peak            | Spacewatch                  |
| 180111 -      | 2003 FB28              | 24 de març de 2003     | Kitt Peak            | Spacewatch                  |
| 180112 -      | 2003 FW28              | 24 de març de 2003     | Haleakala            | NEAT                        |
| 180113 -      | 2003 FN31              | 23 de març de 2003     | Kitt Peak            | Spacewatch                  |
| 180114 -      | 2003 FN34              | 23 de març de 2003     | Kitt Peak            | Spacewatch                  |
| 180115 -      | 2003 FC40              | 24 de març de 2003     | Kitt Peak            | Spacewatch                  |
| 180116 -      | 2003 FG44              | 23 de març de 2003     | Kitt Peak            | Spacewatch                  |
| 180117 -      | 2003 FW46              | 24 de març de 2003     | Kitt Peak            | Spacewatch                  |
| 180118 -      | 2003 FN48              | 24 de març de 2003     | Kitt Peak            | Spacewatch                  |
| 180119 -      | 2003 FA49              | 24 de març de 2003     | Kitt Peak            | Spacewatch                  |
| 180120 -      | 2003 FD50              | 24 de març de 2003     | Haleakala            | NEAT                        |
| 180121 -      | 2003 FZ52              | 25 de març de 2003     | Palomar              | NEAT                        |
| 180122 -      | 2003 FL53              | 25 de març de 2003     | Palomar              | NEAT                        |
| 180123 -      | 2003 FQ53              | 25 de març de 2003     | Palomar              | NEAT                        |
| 180124 -      | 2003 FQ60              | 26 de març de 2003     | Palomar              | NEAT                        |
| 180125 -      | 2003 FH63              | 26 de març de 2003     | Palomar              | NEAT                        |
| 180126 -      | 2003 FC65              | 26 de març de 2003     | Palomar              | NEAT                        |
| 180127 -      | 2003 FF68              | 26 de març de 2003     | Palomar              | NEAT                        |
| 180128 -      | 2003 FM68              | 26 de març de 2003     | Palomar              | NEAT                        |
| 180129 -      | 2003 FF71              | 26 de març de 2003     | Kitt Peak            | Spacewatch                  |
| 180130 -      | 2003 FK74              | 26 de març de 2003     | Haleakala            | NEAT                        |
| 180131 -      | 2003 FX74              | 26 de març de 2003     | Palomar              | NEAT                        |
| 180132 -      | 2003 FL86              | 28 de març de 2003     | Kitt Peak            | Spacewatch                  |
| 180133 -      | 2003 FM86              | 28 de març de 2003     | Kitt Peak            | Spacewatch                  |
| 180134 -      | 2003 FE89              | 29 de març de 2003     | Anderson Mesa        | LONEOS                      |
| 180135 -      | 2003 FV89              | 29 de març de 2003     | Anderson Mesa        | LONEOS                      |
| 180136 -      | 2003 FX102             | 26 de març de 2003     | Powell               | M. Glaze                    |
| 180137 -      | 2003 FD103             | 24 de març de 2003     | Kitt Peak            | Spacewatch                  |
| 180138 -      | 2003 FE103             | 24 de març de 2003     | Kitt Peak            | Spacewatch                  |
| 180139 -      | 2003 FB108             | 31 de març de 2003     | Kitt Peak            | Spacewatch                  |
| 180140 -      | 2003 FE117             | 24 de març de 2003     | Kitt Peak            | Spacewatch                  |
| 180141 -      | 2003 FA123             | 26 de març de 2003     | Moletai              | MAO                         |
| 180142 -      | 2003 FH123             | 27 de març de 2003     | Kitt Peak            | Spacewatch                  |
| 180143 -      | 2003 FE124             | 30 de març de 2003     | Kitt Peak            | M. W. Buie                  |
| 180144 -      | 2003 GV5               | 1 d'abril de 2003      | Socorro              | LINEAR                      |
| 180145 -      | 2003 GU7               | 2 d'abril de 2003      | Socorro              | LINEAR                      |
| 180146 -      | 2003 GL8               | 3 d'abril de 2003      | Anderson Mesa        | LONEOS                      |
| 180147 -      | 2003 GL9               | 2 d'abril de 2003      | Socorro              | LINEAR                      |
| 180148 -      | 2003 GB14              | 4 d'abril de 2003      | Anderson Mesa        | LONEOS                      |
| 180149 -      | 2003 GK15              | 3 d'abril de 2003      | Anderson Mesa        | LONEOS                      |
| 180150 -      | 2003 GQ16              | 3 d'abril de 2003      | Haleakala            | NEAT                        |
| 180151 -      | 2003 GS16              | 4 d'abril de 2003      | Kitt Peak            | Spacewatch                  |
| 180152 -      | 2003 GK22              | 6 d'abril de 2003      | Desert Eagle         | W. K. Y. Yeung              |
| 180153 -      | 2003 GK25              | 4 d'abril de 2003      | Kitt Peak            | Spacewatch                  |
| 180154 -      | 2003 GN31              | 8 d'abril de 2003      | Kitt Peak            | Spacewatch                  |
| 180155 -      | 2003 GF38              | 8 d'abril de 2003      | Socorro              | LINEAR                      |
| 180156 -      | 2003 GJ39              | 9 d'abril de 2003      | Kitt Peak            | Spacewatch                  |
| 180157 -      | 2003 GU50              | 8 d'abril de 2003      | Haleakala            | NEAT                        |
| 180158 -      | 2003 GT53              | 3 d'abril de 2003      | Anderson Mesa        | LONEOS                      |
| 180159 -      | 2003 GE54              | 3 d'abril de 2003      | Anderson Mesa        | LONEOS                      |
| 180160 -      | 2003 GR54              | 3 d'abril de 2003      | Anderson Mesa        | LONEOS                      |
| 180161 -      | 2003 GU55              | 11 d'abril de 2003     | Kitt Peak            | Spacewatch                  |
| 180162 -      | 2003 HM2               | 25 d'abril de 2003     | Socorro              | LINEAR                      |
| 180163 -      | 2003 HZ2               | 24 d'abril de 2003     | Kitt Peak            | Spacewatch                  |
| 180164 -      | 2003 HP6               | 25 d'abril de 2003     | Kitt Peak            | Spacewatch                  |
| 180165 -      | 2003 HX6               | 24 d'abril de 2003     | Kitt Peak            | Spacewatch                  |
| 180166 -      | 2003 HN10              | 25 d'abril de 2003     | Anderson Mesa        | LONEOS                      |
| 180167 -      | 2003 HP10              | 25 d'abril de 2003     | Kitt Peak            | Spacewatch                  |
| 180168 -      | 2003 HJ15              | 26 d'abril de 2003     | Haleakala            | NEAT                        |
| 180169 -      | 2003 HU15              | 26 d'abril de 2003     | Socorro              | LINEAR                      |
| 180170 -      | 2003 HE23              | 26 d'abril de 2003     | Haleakala            | NEAT                        |
| 180171 -      | 2003 HD31              | 26 d'abril de 2003     | Kitt Peak            | Spacewatch                  |
| 180172 -      | 2003 HX32              | 29 d'abril de 2003     | Socorro              | LINEAR                      |
| 180173 -      | 2003 HU40              | 29 d'abril de 2003     | Socorro              | LINEAR                      |
| 180174 -      | 2003 HN42              | 28 d'abril de 2003     | Socorro              | LINEAR                      |
| 180175 -      | 2003 HK45              | 29 d'abril de 2003     | Socorro              | LINEAR                      |
| 180176 -      | 2003 HP54              | 24 d'abril de 2003     | Anderson Mesa        | LONEOS                      |
| 180177 -      | 2003 JR1               | 1 de maig de 2003      | Socorro              | LINEAR                      |
| 180178 -      | 2003 JU2               | 1 de maig de 2003      | Kitt Peak            | Spacewatch                  |
| 180179 -      | 2003 JM8               | 2 de maig de 2003      | Socorro              | LINEAR                      |
| 180180 -      | 2003 JC18              | 9 de maig de 2003      | Socorro              | LINEAR                      |
| 180181 -      | 2003 KD12              | 27 de maig de 2003     | Anderson Mesa        | LONEOS                      |
| 180182 -      | 2003 LF4               | 3 de juny de 2003      | Socorro              | LINEAR                      |
| 180183 -      | 2003 MC                | 21 de juny de 2003     | Socorro              | LINEAR                      |
| 180184 -      | 2003 ML5               | 26 de juny de 2003     | Socorro              | LINEAR                      |
| 180185 -      | 2003 OO11              | 20 de juliol de 2003   | Palomar              | NEAT                        |
| 180186 -      | 2003 QZ30              | 25 d'agost de 2003     | Socorro              | LINEAR                      |
| 180187 -      | 2003 QA32              | 21 d'agost de 2003     | Palomar              | NEAT                        |
| 180188 -      | 2003 QX67              | 25 d'agost de 2003     | Palomar              | NEAT                        |
| 180189 -      | 2003 QN72              | 23 d'agost de 2003     | Socorro              | LINEAR                      |
| 180190 -      | 2003 QH79              | 25 d'agost de 2003     | Palomar              | NEAT                        |
| 180191 -      | 2003 SZ50              | 18 de setembre de 2003 | Palomar              | NEAT                        |
| 180192 -      | 2003 SC53              | 19 de setembre de 2003 | Palomar              | NEAT                        |
| 180193 -      | 2003 SX56              | 16 de setembre de 2003 | Kitt Peak            | Spacewatch                  |
| 180194 -      | 2003 SK101             | 20 de setembre de 2003 | Palomar              | NEAT                        |
| 180195 -      | 2003 SF110             | 20 de setembre de 2003 | Palomar              | NEAT                        |
| 180196 -      | 2003 SL110             | 20 de setembre de 2003 | Palomar              | NEAT                        |
| 180197 -      | 2003 SB192             | 19 de setembre de 2003 | Palomar              | NEAT                        |
| 180198 -      | 2003 SU215             | 24 de setembre de 2003 | Haleakala            | NEAT                        |
| 180199 -      | 2003 SK217             | 27 de setembre de 2003 | Desert Eagle         | W. K. Y. Yeung              |
| 180200 -      | 2003 SC250             | 26 de setembre de 2003 | Socorro              | LINEAR                      |
| 180201-180300 |                        |                        |                      |                             |
| 180201 -      | 2003 ST251             | 26 de setembre de 2003 | Socorro              | LINEAR                      |
| 180202 -      | 2003 SO258             | 28 de setembre de 2003 | Kitt Peak            | Spacewatch                  |
| 180203 -      | 2003 SU259             | 28 de setembre de 2003 | Kitt Peak            | Spacewatch                  |
| 180204 -      | 2003 SB295             | 28 de setembre de 2003 | Socorro              | LINEAR                      |
| 180205 -      | 2003 SD295             | 28 de setembre de 2003 | Socorro              | LINEAR                      |
| 180206 -      | 2003 SH298             | 18 de setembre de 2003 | Haleakala            | NEAT                        |
| 180207 -      | 2003 SH305             | 17 de setembre de 2003 | Palomar              | NEAT                        |
| 180208 -      | 2003 SD311             | 29 de setembre de 2003 | Socorro              | LINEAR                      |
| 180209 -      | 2003 SF312             | 30 de setembre de 2003 | Kitt Peak            | Spacewatch                  |
| 180210 -      | 2003 SP318             | 18 de setembre de 2003 | Socorro              | LINEAR                      |
| 180211 -      | 2003 TE5               | 2 d'octubre de 2003    | Kitt Peak            | Spacewatch                  |
| 180212 -      | 2003 UE1               | 16 d'octubre de 2003   | Palomar              | NEAT                        |
| 180213 -      | 2003 UM8               | 19 d'octubre de 2003   | Wrightwood           | J. W. Young                 |
| 180214 -      | 2003 UB9               | 17 d'octubre de 2003   | Socorro              | LINEAR                      |
| 180215 -      | 2003 UK9               | 16 d'octubre de 2003   | Kitt Peak            | Spacewatch                  |
| 180216 -      | 2003 UY9               | 20 d'octubre de 2003   | Wrightwood           | J. W. Young                 |
| 180217 -      | 2003 UL23              | 22 d'octubre de 2003   | Kitt Peak            | Spacewatch                  |
| 180218 -      | 2003 UB29              | 22 d'octubre de 2003   | Kvistaberg           | Uppsala-DLR Asteroid Survey |
| 180219 -      | 2003 UX39              | 16 d'octubre de 2003   | Kitt Peak            | Spacewatch                  |
| 180220 -      | 2003 UG44              | 18 d'octubre de 2003   | Kitt Peak            | Spacewatch                  |
| 180221 -      | 2003 UR55              | 18 d'octubre de 2003   | Palomar              | NEAT                        |
| 180222 -      | 2003 UA98              | 19 d'octubre de 2003   | Anderson Mesa        | LONEOS                      |
| 180223 -      | 2003 UD107             | 19 d'octubre de 2003   | Kitt Peak            | Spacewatch                  |
| 180224 -      | 2003 UO123             | 19 d'octubre de 2003   | Kitt Peak            | Spacewatch                  |
| 180225 -      | 2003 UG127             | 21 d'octubre de 2003   | Kitt Peak            | Spacewatch                  |
| 180226 -      | 2003 UM130             | 18 d'octubre de 2003   | Palomar              | NEAT                        |
| 180227 -      | 2003 UN131             | 19 d'octubre de 2003   | Palomar              | NEAT                        |
| 180228 -      | 2003 UQ135             | 21 d'octubre de 2003   | Palomar              | NEAT                        |
| 180229 -      | 2003 UZ143             | 18 d'octubre de 2003   | Anderson Mesa        | LONEOS                      |
| 180230 -      | 2003 UW147             | 18 d'octubre de 2003   | Palomar              | NEAT                        |
| 180231 -      | 2003 UD149             | 19 d'octubre de 2003   | Haleakala            | NEAT                        |
| 180232 -      | 2003 UJ180             | 21 d'octubre de 2003   | Socorro              | LINEAR                      |
| 180233 -      | 2003 UU192             | 30 d'octubre de 2003   | Socorro              | LINEAR                      |
| 180234 -      | 2003 UY195             | 20 d'octubre de 2003   | Kitt Peak            | Spacewatch                  |
| 180235 -      | 2003 UF196             | 21 d'octubre de 2003   | Kitt Peak            | Spacewatch                  |
| 180236 -      | 2003 UG199             | 21 d'octubre de 2003   | Socorro              | LINEAR                      |
| 180237 -      | 2003 UT224             | 22 d'octubre de 2003   | Kitt Peak            | Spacewatch                  |
| 180238 -      | 2003 UP225             | 22 d'octubre de 2003   | Socorro              | LINEAR                      |
| 180239 -      | 2003 UY226             | 23 d'octubre de 2003   | Kitt Peak            | Spacewatch                  |
| 180240 -      | 2003 UB244             | 24 d'octubre de 2003   | Socorro              | LINEAR                      |
| 180241 -      | 2003 UC247             | 24 d'octubre de 2003   | Socorro              | LINEAR                      |
| 180242 -      | 2003 UE247             | 24 d'octubre de 2003   | Socorro              | LINEAR                      |
| 180243 -      | 2003 UQ252             | 26 d'octubre de 2003   | Kitt Peak            | Spacewatch                  |
| 180244 -      | 2003 UN254             | 24 d'octubre de 2003   | Kitt Peak            | Spacewatch                  |
| 180245 -      | 2003 UN259             | 25 d'octubre de 2003   | Socorro              | LINEAR                      |
| 180246 -      | 2003 UO261             | 26 d'octubre de 2003   | Kitt Peak            | Spacewatch                  |
| 180247 -      | 2003 UY263             | 27 d'octubre de 2003   | Kitt Peak            | Spacewatch                  |
| 180248 -      | 2003 UX265             | 27 d'octubre de 2003   | Kitt Peak            | Spacewatch                  |
| 180249 -      | 2003 UH274             | 30 d'octubre de 2003   | Socorro              | LINEAR                      |
| 180250 -      | 2003 UG281             | 28 d'octubre de 2003   | Socorro              | LINEAR                      |
| 180251 -      | 2003 UM283             | 30 d'octubre de 2003   | Socorro              | LINEAR                      |
| 180252 -      | 2003 UU283             | 30 d'octubre de 2003   | Socorro              | LINEAR                      |
| 180253 -      | 2003 UO314             | 24 d'octubre de 2003   | Kitt Peak            | Spacewatch                  |
| 180254 -      | 2003 VY1               | 2 de novembre de 2003  | Socorro              | LINEAR                      |
| 180255 -      | 2003 VM9               | 15 de novembre de 2003 | Palomar              | NEAT                        |
| 180256 -      | 2003 VE10              | 15 de novembre de 2003 | Palomar              | NEAT                        |
| 180257 -      | 2003 WM3               | 16 de novembre de 2003 | Catalina             | CSS                         |
| 180258 -      | 2003 WT5               | 18 de novembre de 2003 | Palomar              | NEAT                        |
| 180259 -      | 2003 WN8               | 16 de novembre de 2003 | Kitt Peak            | Spacewatch                  |
| 180260 -      | 2003 WG12              | 18 de novembre de 2003 | Palomar              | NEAT                        |
| 180261 -      | 2003 WA15              | 16 de novembre de 2003 | Kitt Peak            | Spacewatch                  |
| 180262 -      | 2003 WH18              | 19 de novembre de 2003 | Socorro              | LINEAR                      |
| 180263 -      | 2003 WR19              | 19 de novembre de 2003 | Socorro              | LINEAR                      |
| 180264 -      | 2003 WK24              | 19 de novembre de 2003 | Kitt Peak            | Spacewatch                  |
| 180265 -      | 2003 WC27              | 16 de novembre de 2003 | Kitt Peak            | Spacewatch                  |
| 180266 -      | 2003 WQ34              | 19 de novembre de 2003 | Kitt Peak            | Spacewatch                  |
| 180267 -      | 2003 WG36              | 19 de novembre de 2003 | Kitt Peak            | Spacewatch                  |
| 180268 -      | 2003 WH38              | 19 de novembre de 2003 | Socorro              | LINEAR                      |
| 180269 -      | 2003 WB41              | 19 de novembre de 2003 | Kitt Peak            | Spacewatch                  |
| 180270 -      | 2003 WY45              | 20 de novembre de 2003 | Socorro              | LINEAR                      |
| 180271 -      | 2003 WZ49              | 19 de novembre de 2003 | Socorro              | LINEAR                      |
| 180272 -      | 2003 WD58              | 18 de novembre de 2003 | Kitt Peak            | Spacewatch                  |
| 180273 -      | 2003 WH60              | 18 de novembre de 2003 | Palomar              | NEAT                        |
| 180274 -      | 2003 WC63              | 19 de novembre de 2003 | Kitt Peak            | Spacewatch                  |
| 180275 -      | 2003 WV63              | 19 de novembre de 2003 | Kitt Peak            | Spacewatch                  |
| 180276 -      | 2003 WU64              | 19 de novembre de 2003 | Socorro              | LINEAR                      |
| 180277 -      | 2003 WY65              | 19 de novembre de 2003 | Kitt Peak            | Spacewatch                  |
| 180278 -      | 2003 WS70              | 20 de novembre de 2003 | Palomar              | NEAT                        |
| 180279 -      | 2003 WX72              | 20 de novembre de 2003 | Socorro              | LINEAR                      |
| 180280 -      | 2003 WO73              | 20 de novembre de 2003 | Socorro              | LINEAR                      |
| 180281 -      | 2003 WP76              | 19 de novembre de 2003 | Socorro              | LINEAR                      |
| 180282 -      | 2003 WC78              | 20 de novembre de 2003 | Kitt Peak            | Spacewatch                  |
| 180283 -      | 2003 WH81              | 20 de novembre de 2003 | Kitt Peak            | Spacewatch                  |
| 180284 -      | 2003 WQ86              | 21 de novembre de 2003 | Socorro              | LINEAR                      |
| 180285 -      | 2003 WC90              | 16 de novembre de 2003 | Kitt Peak            | Spacewatch                  |
| 180286 -      | 2003 WT90              | 18 de novembre de 2003 | Palomar              | NEAT                        |
| 180287 -      | 2003 WX94              | 19 de novembre de 2003 | Anderson Mesa        | LONEOS                      |
| 180288 -      | 2003 WH102             | 21 de novembre de 2003 | Socorro              | LINEAR                      |
| 180289 -      | 2003 WO104             | 21 de novembre de 2003 | Socorro              | LINEAR                      |
| 180290 -      | 2003 WH109             | 20 de novembre de 2003 | Socorro              | LINEAR                      |
| 180291 -      | 2003 WZ113             | 20 de novembre de 2003 | Socorro              | LINEAR                      |
| 180292 -      | 2003 WJ119             | 20 de novembre de 2003 | Socorro              | LINEAR                      |
| 180293 -      | 2003 WS119             | 20 de novembre de 2003 | Socorro              | LINEAR                      |
| 180294 -      | 2003 WG120             | 20 de novembre de 2003 | Socorro              | LINEAR                      |
| 180295 -      | 2003 WQ120             | 20 de novembre de 2003 | Socorro              | LINEAR                      |
| 180296 -      | 2003 WM127             | 20 de novembre de 2003 | Socorro              | LINEAR                      |
| 180297 -      | 2003 WW127             | 20 de novembre de 2003 | Socorro              | LINEAR                      |
| 180298 -      | 2003 WG129             | 21 de novembre de 2003 | Socorro              | LINEAR                      |
| 180299 -      | 2003 WP130             | 21 de novembre de 2003 | Socorro              | LINEAR                      |
| 180300 -      | 2003 WY132             | 21 de novembre de 2003 | Socorro              | LINEAR                      |
| 180301-180400 |                        |                        |                      |                             |
| 180301 -      | 2003 WE139             | 21 de novembre de 2003 | Socorro              | LINEAR                      |
| 180302 -      | 2003 WR139             | 21 de novembre de 2003 | Socorro              | LINEAR                      |
| 180303 -      | 2003 WQ140             | 21 de novembre de 2003 | Socorro              | LINEAR                      |
| 180304 -      | 2003 WW140             | 21 de novembre de 2003 | Socorro              | LINEAR                      |
| 180305 -      | 2003 WD151             | 24 de novembre de 2003 | Palomar              | NEAT                        |
| 180306 -      | 2003 WQ160             | 30 de novembre de 2003 | Kitt Peak            | Spacewatch                  |
| 180307 -      | 2003 WA162             | 30 de novembre de 2003 | Kitt Peak            | Spacewatch                  |
| 180308 -      | 2003 WF170             | 20 de novembre de 2003 | Catalina             | CSS                         |
| 180309 -      | 2003 XR                | 3 de desembre de 2003  | Socorro              | LINEAR                      |
| 180310 -      | 2003 XF1               | 1 de desembre de 2003  | Kitt Peak            | Spacewatch                  |
| 180311 -      | 2003 XQ2               | 1 de desembre de 2003  | Socorro              | LINEAR                      |
| 180312 -      | 2003 XC3               | 1 de desembre de 2003  | Socorro              | LINEAR                      |
| 180313 -      | 2003 XY3               | 1 de desembre de 2003  | Socorro              | LINEAR                      |
| 180314 -      | 2003 XR4               | 1 de desembre de 2003  | Socorro              | LINEAR                      |
| 180315 -      | 2003 XD7               | 3 de desembre de 2003  | Socorro              | LINEAR                      |
| 180316 -      | 2003 XQ7               | 1 de desembre de 2003  | Socorro              | LINEAR                      |
| 180317 -      | 2003 XS7               | 1 de desembre de 2003  | Socorro              | LINEAR                      |
| 180318 -      | 2003 XE12              | 14 de desembre de 2003 | Palomar              | NEAT                        |
| 180319 -      | 2003 XR21              | 14 de desembre de 2003 | Kitt Peak            | Spacewatch                  |
| 180320 -      | 2003 XA26              | 1 de desembre de 2003  | Socorro              | LINEAR                      |
| 180321 -      | 2003 XG38              | 4 de desembre de 2003  | Socorro              | LINEAR                      |
| 180322 -      | 2003 YK2               | 17 de desembre de 2003 | Črni Vrh             | Črni Vrh                    |
| 180323 -      | 2003 YJ4               | 16 de desembre de 2003 | Catalina             | CSS                         |
| 180324 -      | 2003 YQ4               | 17 de desembre de 2003 | Socorro              | LINEAR                      |
| 180325 -      | 2003 YQ5               | 16 de desembre de 2003 | Catalina             | CSS                         |
| 180326 -      | 2003 YW12              | 17 de desembre de 2003 | Anderson Mesa        | LONEOS                      |
| 180327 -      | 2003 YD16              | 17 de desembre de 2003 | Anderson Mesa        | LONEOS                      |
| 180328 -      | 2003 YE16              | 17 de desembre de 2003 | Anderson Mesa        | LONEOS                      |
| 180329 -      | 2003 YH17              | 17 de desembre de 2003 | Kitt Peak            | Spacewatch                  |
| 180330 -      | 2003 YE21              | 17 de desembre de 2003 | Kitt Peak            | Spacewatch                  |
| 180331 -      | 2003 YN21              | 17 de desembre de 2003 | Kitt Peak            | Spacewatch                  |
| 180332 -      | 2003 YQ21              | 17 de desembre de 2003 | Kitt Peak            | Spacewatch                  |
| 180333 -      | 2003 YE29              | 17 de desembre de 2003 | Kitt Peak            | Spacewatch                  |
| 180334 -      | 2003 YN30              | 18 de desembre de 2003 | Socorro              | LINEAR                      |
| 180335 -      | 2003 YC33              | 16 de desembre de 2003 | Catalina             | CSS                         |
| 180336 -      | 2003 YO34              | 18 de desembre de 2003 | Socorro              | LINEAR                      |
| 180337 -      | 2003 YZ35              | 19 de desembre de 2003 | Socorro              | LINEAR                      |
| 180338 -      | 2003 YS37              | 18 de desembre de 2003 | Kitt Peak            | Spacewatch                  |
| 180339 -      | 2003 YJ42              | 19 de desembre de 2003 | Kitt Peak            | Spacewatch                  |
| 180340 -      | 2003 YN47              | 18 de desembre de 2003 | Socorro              | LINEAR                      |
| 180341 -      | 2003 YQ55              | 19 de desembre de 2003 | Socorro              | LINEAR                      |
| 180342 -      | 2003 YH58              | 19 de desembre de 2003 | Socorro              | LINEAR                      |
| 180343 -      | 2003 YX60              | 19 de desembre de 2003 | Socorro              | LINEAR                      |
| 180344 -      | 2003 YB61              | 19 de desembre de 2003 | Socorro              | LINEAR                      |
| 180345 -      | 2003 YE63              | 19 de desembre de 2003 | Socorro              | LINEAR                      |
| 180346 -      | 2003 YA64              | 19 de desembre de 2003 | Socorro              | LINEAR                      |
| 180347 -      | 2003 YK65              | 19 de desembre de 2003 | Socorro              | LINEAR                      |
| 180348 -      | 2003 YS68              | 19 de desembre de 2003 | Socorro              | LINEAR                      |
| 180349 -      | 2003 YW71              | 18 de desembre de 2003 | Socorro              | LINEAR                      |
| 180350 -      | 2003 YR73              | 18 de desembre de 2003 | Socorro              | LINEAR                      |
| 180351 -      | 2003 YV73              | 18 de desembre de 2003 | Socorro              | LINEAR                      |
| 180352 -      | 2003 YD75              | 18 de desembre de 2003 | Socorro              | LINEAR                      |
| 180353 -      | 2003 YG75              | 18 de desembre de 2003 | Socorro              | LINEAR                      |
| 180354 -      | 2003 YL76              | 18 de desembre de 2003 | Socorro              | LINEAR                      |
| 180355 -      | 2003 YK78              | 18 de desembre de 2003 | Socorro              | LINEAR                      |
| 180356 -      | 2003 YO82              | 18 de desembre de 2003 | Socorro              | LINEAR                      |
| 180357 -      | 2003 YM84              | 19 de desembre de 2003 | Socorro              | LINEAR                      |
| 180358 -      | 2003 YA85              | 19 de desembre de 2003 | Socorro              | LINEAR                      |
| 180359 -      | 2003 YQ85              | 19 de desembre de 2003 | Socorro              | LINEAR                      |
| 180360 -      | 2003 YJ91              | 20 de desembre de 2003 | Socorro              | LINEAR                      |
| 180361 -      | 2003 YS93              | 21 de desembre de 2003 | Socorro              | LINEAR                      |
| 180362 -      | 2003 YA94              | 21 de desembre de 2003 | Kitt Peak            | Spacewatch                  |
| 180363 -      | 2003 YZ94              | 19 de desembre de 2003 | Socorro              | LINEAR                      |
| 180364 -      | 2003 YG106             | 22 de desembre de 2003 | Socorro              | LINEAR                      |
| 180365 -      | 2003 YZ106             | 22 de desembre de 2003 | Kitt Peak            | Spacewatch                  |
| 180366 -      | 2003 YA109             | 22 de desembre de 2003 | Socorro              | LINEAR                      |
| 180367 -      | 2003 YQ110             | 22 de desembre de 2003 | Needville            | D. Wells                    |
| 180368 -      | 2003 YB111             | 27 de desembre de 2003 | Desert Eagle         | W. K. Y. Yeung              |
| 180369 -      | 2003 YQ111             | 23 de desembre de 2003 | Socorro              | LINEAR                      |
| 180370 -      | 2003 YB120             | 27 de desembre de 2003 | Socorro              | LINEAR                      |
| 180371 -      | 2003 YW122             | 27 de desembre de 2003 | Socorro              | LINEAR                      |
| 180372 -      | 2003 YH125             | 27 de desembre de 2003 | Socorro              | LINEAR                      |
| 180373 -      | 2003 YJ125             | 27 de desembre de 2003 | Socorro              | LINEAR                      |
| 180374 -      | 2003 YW127             | 27 de desembre de 2003 | Socorro              | LINEAR                      |
| 180375 -      | 2003 YH129             | 27 de desembre de 2003 | Socorro              | LINEAR                      |
| 180376 -      | 2003 YC131             | 28 de desembre de 2003 | Socorro              | LINEAR                      |
| 180377 -      | 2003 YC134             | 28 de desembre de 2003 | Socorro              | LINEAR                      |
| 180378 -      | 2003 YE134             | 28 de desembre de 2003 | Socorro              | LINEAR                      |
| 180379 -      | 2003 YR136             | 18 de desembre de 2003 | Palomar              | NEAT                        |
| 180380 -      | 2003 YO139             | 28 de desembre de 2003 | Socorro              | LINEAR                      |
| 180381 -      | 2003 YG140             | 28 de desembre de 2003 | Socorro              | LINEAR                      |
| 180382 -      | 2003 YV144             | 28 de desembre de 2003 | Socorro              | LINEAR                      |
| 180383 -      | 2003 YJ146             | 28 de desembre de 2003 | Socorro              | LINEAR                      |
| 180384 -      | 2003 YF147             | 29 de desembre de 2003 | Socorro              | LINEAR                      |
| 180385 -      | 2003 YJ151             | 29 de desembre de 2003 | Catalina             | CSS                         |
| 180386 -      | 2003 YS153             | 29 de desembre de 2003 | Catalina             | CSS                         |
| 180387 -      | 2003 YQ168             | 18 de desembre de 2003 | Socorro              | LINEAR                      |
| 180388 -      | 2003 YU171             | 18 de desembre de 2003 | Kitt Peak            | Spacewatch                  |
| 180389 -      | 2004 AD2               | 13 de gener de 2004    | Anderson Mesa        | LONEOS                      |
| 180390 -      | 2004 AM7               | 13 de gener de 2004    | Anderson Mesa        | LONEOS                      |
| 180391 -      | 2004 AO7               | 13 de gener de 2004    | Anderson Mesa        | LONEOS                      |
| 180392 -      | 2004 AQ7               | 13 de gener de 2004    | Anderson Mesa        | LONEOS                      |
| 180393 -      | 2004 AC10              | 15 de gener de 2004    | Kitt Peak            | Spacewatch                  |
| 180394 -      | 2004 AG10              | 15 de gener de 2004    | Kitt Peak            | Spacewatch                  |
| 180395 -      | 2004 AH13              | 13 de gener de 2004    | Kitt Peak            | Spacewatch                  |
| 180396 -      | 2004 BK2               | 16 de gener de 2004    | Palomar              | NEAT                        |
| 180397 -      | 2004 BB5               | 16 de gener de 2004    | Palomar              | NEAT                        |
| 180398 -      | 2004 BC10              | 16 de gener de 2004    | Palomar              | NEAT                        |
| 180399 -      | 2004 BN11              | 16 de gener de 2004    | Palomar              | NEAT                        |
| 180400 -      | 2004 BD12              | 16 de gener de 2004    | Palomar              | NEAT                        |
| 180401-180500 |                        |                        |                      |                             |
| 180401 -      | 2004 BT19              | 17 de gener de 2004    | Palomar              | NEAT                        |
| 180402 -      | 2004 BR20              | 16 de gener de 2004    | Kitt Peak            | Spacewatch                  |
| 180403 -      | 2004 BC24              | 19 de gener de 2004    | Anderson Mesa        | LONEOS                      |
| 180404 -      | 2004 BT27              | 18 de gener de 2004    | Palomar              | NEAT                        |
| 180405 -      | 2004 BG28              | 18 de gener de 2004    | Palomar              | NEAT                        |
| 180406 -      | 2004 BJ29              | 18 de gener de 2004    | Palomar              | NEAT                        |
| 180407 -      | 2004 BA32              | 19 de gener de 2004    | Kitt Peak            | Spacewatch                  |
| 180408 -      | 2004 BV36              | 19 de gener de 2004    | Kitt Peak            | Spacewatch                  |
| 180409 -      | 2004 BX37              | 19 de gener de 2004    | Catalina             | CSS                         |
| 180410 -      | 2004 BT42              | 19 de gener de 2004    | Catalina             | CSS                         |
| 180411 -      | 2004 BY43              | 22 de gener de 2004    | Socorro              | LINEAR                      |
| 180412 -      | 2004 BY44              | 22 de gener de 2004    | Socorro              | LINEAR                      |
| 180413 -      | 2004 BO46              | 21 de gener de 2004    | Socorro              | LINEAR                      |
| 180414 -      | 2004 BR46              | 21 de gener de 2004    | Socorro              | LINEAR                      |
| 180415 -      | 2004 BZ46              | 21 de gener de 2004    | Socorro              | LINEAR                      |
| 180416 -      | 2004 BT50              | 21 de gener de 2004    | Socorro              | LINEAR                      |
| 180417 -      | 2004 BH56              | 23 de gener de 2004    | Anderson Mesa        | LONEOS                      |
| 180418 -      | 2004 BW57              | 23 de gener de 2004    | Anderson Mesa        | LONEOS                      |
| 180419 -      | 2004 BO70              | 22 de gener de 2004    | Socorro              | LINEAR                      |
| 180420 -      | 2004 BZ72              | 24 de gener de 2004    | Socorro              | LINEAR                      |
| 180421 -      | 2004 BT73              | 24 de gener de 2004    | Socorro              | LINEAR                      |
| 180422 -      | 2004 BO75              | 23 de gener de 2004    | Anderson Mesa        | LONEOS                      |
| 180423 -      | 2004 BQ75              | 23 de gener de 2004    | Socorro              | LINEAR                      |
| 180424 -      | 2004 BJ78              | 22 de gener de 2004    | Socorro              | LINEAR                      |
| 180425 -      | 2004 BL78              | 22 de gener de 2004    | Socorro              | LINEAR                      |
| 180426 -      | 2004 BK81              | 26 de gener de 2004    | Anderson Mesa        | LONEOS                      |
| 180427 -      | 2004 BQ82              | 23 de gener de 2004    | Socorro              | LINEAR                      |
| 180428 -      | 2004 BR83              | 23 de gener de 2004    | Socorro              | LINEAR                      |
| 180429 -      | 2004 BY84              | 27 de gener de 2004    | Socorro              | LINEAR                      |
| 180430 -      | 2004 BF93              | 27 de gener de 2004    | Anderson Mesa        | LONEOS                      |
| 180431 -      | 2004 BR96              | 24 de gener de 2004    | Socorro              | LINEAR                      |
| 180432 -      | 2004 BB97              | 24 de gener de 2004    | Socorro              | LINEAR                      |
| 180433 -      | 2004 BD99              | 27 de gener de 2004    | Kitt Peak            | Spacewatch                  |
| 180434 -      | 2004 BV101             | 29 de gener de 2004    | Socorro              | LINEAR                      |
| 180435 -      | 2004 BD104             | 23 de gener de 2004    | Socorro              | LINEAR                      |
| 180436 -      | 2004 BA106             | 26 de gener de 2004    | Anderson Mesa        | LONEOS                      |
| 180437 -      | 2004 BJ106             | 26 de gener de 2004    | Anderson Mesa        | LONEOS                      |
| 180438 -      | 2004 BY106             | 27 de gener de 2004    | Kitt Peak            | Spacewatch                  |
| 180439 -      | 2004 BN107             | 28 de gener de 2004    | Catalina             | CSS                         |
| 180440 -      | 2004 BQ107             | 28 de gener de 2004    | Catalina             | CSS                         |
| 180441 -      | 2004 BA109             | 28 de gener de 2004    | Catalina             | CSS                         |
| 180442 -      | 2004 BC109             | 28 de gener de 2004    | Kitt Peak            | Spacewatch                  |
| 180443 -      | 2004 BL113             | 28 de gener de 2004    | Socorro              | LINEAR                      |
| 180444 -      | 2004 BY113             | 29 de gener de 2004    | Socorro              | LINEAR                      |
| 180445 -      | 2004 BG116             | 26 de gener de 2004    | Anderson Mesa        | LONEOS                      |
| 180446 -      | 2004 BH116             | 26 de gener de 2004    | Anderson Mesa        | LONEOS                      |
| 180447 -      | 2004 BJ118             | 29 de gener de 2004    | Socorro              | LINEAR                      |
| 180448 -      | 2004 BQ124             | 16 de gener de 2004    | Palomar              | NEAT                        |
| 180449 -      | 2004 BG128             | 16 de gener de 2004    | Kitt Peak            | Spacewatch                  |
| 180450 -      | 2004 BK142             | 19 de gener de 2004    | Socorro              | LINEAR                      |
| 180451 -      | 2004 BR146             | 22 de gener de 2004    | Socorro              | LINEAR                      |
| 180452 -      | 2004 BB148             | 16 de gener de 2004    | Kitt Peak            | Spacewatch                  |
| 180453 -      | 2004 BR149             | 16 de gener de 2004    | Kitt Peak            | Spacewatch                  |
| 180454 -      | 2004 BH150             | 17 de gener de 2004    | Palomar              | NEAT                        |
| 180455 -      | 2004 BZ162             | 17 de gener de 2004    | Kitt Peak            | Spacewatch                  |
| 180456 -      | 2004 CN                | 3 de febrer de 2004    | Socorro              | LINEAR                      |
| 180457 -      | 2004 CQ2               | 12 de febrer de 2004   | Desert Eagle         | W. K. Y. Yeung              |
| 180458 -      | 2004 CJ4               | 10 de febrer de 2004   | Palomar              | NEAT                        |
| 180459 -      | 2004 CY5               | 10 de febrer de 2004   | Palomar              | NEAT                        |
| 180460 -      | 2004 CD13              | 11 de febrer de 2004   | Palomar              | NEAT                        |
| 180461 -      | 2004 CB17              | 11 de febrer de 2004   | Kitt Peak            | Spacewatch                  |
| 180462 -      | 2004 CV17              | 10 de febrer de 2004   | Palomar              | NEAT                        |
| 180463 -      | 2004 CQ18              | 10 de febrer de 2004   | Palomar              | NEAT                        |
| 180464 -      | 2004 CZ21              | 11 de febrer de 2004   | Palomar              | NEAT                        |
| 180465 -      | 2004 CT26              | 11 de febrer de 2004   | Catalina             | CSS                         |
| 180466 -      | 2004 CW26              | 11 de febrer de 2004   | Palomar              | NEAT                        |
| 180467 -      | 2004 CC27              | 11 de febrer de 2004   | Palomar              | NEAT                        |
| 180468 -      | 2004 CS27              | 12 de febrer de 2004   | Kitt Peak            | Spacewatch                  |
| 180469 -      | 2004 CV36              | 12 de febrer de 2004   | Desert Eagle         | W. K. Y. Yeung              |
| 180470 -      | 2004 CH40              | 11 de febrer de 2004   | Catalina             | CSS                         |
| 180471 -      | 2004 CH43              | 12 de febrer de 2004   | Kitt Peak            | Spacewatch                  |
| 180472 -      | 2004 CN46              | 13 de febrer de 2004   | Kitt Peak            | Spacewatch                  |
| 180473 -      | 2004 CG51              | 13 de febrer de 2004   | Desert Eagle         | W. K. Y. Yeung              |
| 180474 -      | 2004 CU52              | 10 de febrer de 2004   | Catalina             | CSS                         |
| 180475 -      | 2004 CX52              | 10 de febrer de 2004   | Catalina             | CSS                         |
| 180476 -      | 2004 CG54              | 11 de febrer de 2004   | Kitt Peak            | Spacewatch                  |
| 180477 -      | 2004 CF56              | 14 de febrer de 2004   | Haleakala            | NEAT                        |
| 180478 -      | 2004 CQ61              | 11 de febrer de 2004   | Kitt Peak            | Spacewatch                  |
| 180479 -      | 2004 CB63              | 12 de febrer de 2004   | Palomar              | NEAT                        |
| 180480 -      | 2004 CU67              | 10 de febrer de 2004   | Catalina             | CSS                         |
| 180481 -      | 2004 CE68              | 11 de febrer de 2004   | Kitt Peak            | Spacewatch                  |
| 180482 -      | 2004 CO69              | 11 de febrer de 2004   | Palomar              | NEAT                        |
| 180483 -      | 2004 CP69              | 11 de febrer de 2004   | Palomar              | NEAT                        |
| 180484 -      | 2004 CJ71              | 13 de febrer de 2004   | Kitt Peak            | Spacewatch                  |
| 180485 -      | 2004 CP72              | 13 de febrer de 2004   | Kitt Peak            | Spacewatch                  |
| 180486 -      | 2004 CO73              | 14 de febrer de 2004   | Haleakala            | NEAT                        |
| 180487 -      | 2004 CW75              | 11 de febrer de 2004   | Kitt Peak            | Spacewatch                  |
| 180488 -      | 2004 CK76              | 11 de febrer de 2004   | Palomar              | NEAT                        |
| 180489 -      | 2004 CJ78              | 11 de febrer de 2004   | Palomar              | NEAT                        |
| 180490 -      | 2004 CM78              | 11 de febrer de 2004   | Palomar              | NEAT                        |
| 180491 -      | 2004 CM79              | 11 de febrer de 2004   | Palomar              | NEAT                        |
| 180492 -      | 2004 CX79              | 11 de febrer de 2004   | Palomar              | NEAT                        |
| 180493 -      | 2004 CK81              | 12 de febrer de 2004   | Kitt Peak            | Spacewatch                  |
| 180494 -      | 2004 CP82              | 12 de febrer de 2004   | Kitt Peak            | Spacewatch                  |
| 180495 -      | 2004 CL84              | 13 de febrer de 2004   | Kitt Peak            | Spacewatch                  |
| 180496 -      | 2004 CQ84              | 13 de febrer de 2004   | Kitt Peak            | Spacewatch                  |
| 180497 -      | 2004 CT86              | 15 de febrer de 2004   | Palomar              | NEAT                        |
| 180498 -      | 2004 CC90              | 12 de febrer de 2004   | Kitt Peak            | Spacewatch                  |
| 180499 -      | 2004 CM90              | 12 de febrer de 2004   | Palomar              | NEAT                        |
| 180500 -      | 2004 CT91              | 13 de febrer de 2004   | Palomar              | NEAT                        |
| 180501-180600 |                        |                        |                      |                             |
| 180501 -      | 2004 CK92              | 14 de febrer de 2004   | Haleakala            | NEAT                        |
| 180502 -      | 2004 CT93              | 11 de febrer de 2004   | Kitt Peak            | Spacewatch                  |
| 180503 -      | 2004 CA99              | 14 de febrer de 2004   | Catalina             | CSS                         |
| 180504 -      | 2004 CR99              | 15 de febrer de 2004   | Catalina             | CSS                         |
| 180505 -      | 2004 CM100             | 15 de febrer de 2004   | Catalina             | CSS                         |
| 180506 -      | 2004 CD101             | 15 de febrer de 2004   | Catalina             | CSS                         |
| 180507 -      | 2004 CA118             | 11 de febrer de 2004   | Palomar              | NEAT                        |
| 180508 -      | 2004 CT130             | 14 de febrer de 2004   | Kitt Peak            | Spacewatch                  |
| 180509 -      | 2004 DZ2               | 16 de febrer de 2004   | Kitt Peak            | Spacewatch                  |
| 180510 -      | 2004 DH5               | 16 de febrer de 2004   | Kitt Peak            | Spacewatch                  |
| 180511 -      | 2004 DC10              | 17 de febrer de 2004   | Kitt Peak            | Spacewatch                  |
| 180512 -      | 2004 DX15              | 17 de febrer de 2004   | Socorro              | LINEAR                      |
| 180513 -      | 2004 DV17              | 18 de febrer de 2004   | Socorro              | LINEAR                      |
| 180514 -      | 2004 DB21              | 17 de febrer de 2004   | Socorro              | LINEAR                      |
| 180515 -      | 2004 DB26              | 16 de febrer de 2004   | Socorro              | LINEAR                      |
| 180516 -      | 2004 DL30              | 17 de febrer de 2004   | Socorro              | LINEAR                      |
| 180517 -      | 2004 DX30              | 17 de febrer de 2004   | Socorro              | LINEAR                      |
| 180518 -      | 2004 DP32              | 18 de febrer de 2004   | Kitt Peak            | Spacewatch                  |
| 180519 -      | 2004 DZ32              | 18 de febrer de 2004   | Socorro              | LINEAR                      |
| 180520 -      | 2004 DA33              | 18 de febrer de 2004   | Socorro              | LINEAR                      |
| 180521 -      | 2004 DJ35              | 19 de febrer de 2004   | Socorro              | LINEAR                      |
| 180522 -      | 2004 DS36              | 19 de febrer de 2004   | Socorro              | LINEAR                      |
| 180523 -      | 2004 DR38              | 20 de febrer de 2004   | Kleť                 | Kleť                        |
| 180524 -      | 2004 DK39              | 22 de febrer de 2004   | Kitt Peak            | Spacewatch                  |
| 180525 -      | 2004 DN42              | 19 de febrer de 2004   | Socorro              | LINEAR                      |
| 180526 -      | 2004 DB45              | 23 de febrer de 2004   | Socorro              | LINEAR                      |
| 180527 -      | 2004 DL47              | 19 de febrer de 2004   | Socorro              | LINEAR                      |
| 180528 -      | 2004 DJ48              | 19 de febrer de 2004   | Socorro              | LINEAR                      |
| 180529 -      | 2004 DS48              | 19 de febrer de 2004   | Socorro              | LINEAR                      |
| 180530 -      | 2004 DV51              | 23 de febrer de 2004   | Socorro              | LINEAR                      |
| 180531 -      | 2004 DK55              | 22 de febrer de 2004   | Kitt Peak            | Spacewatch                  |
| 180532 -      | 2004 DU59              | 25 de febrer de 2004   | Socorro              | LINEAR                      |
| 180533 -      | 2004 DO70              | 26 de febrer de 2004   | Socorro              | LINEAR                      |
| 180534 -      | 2004 DE74              | 17 de febrer de 2004   | Kitt Peak            | Spacewatch                  |
| 180535 -      | 2004 DE77              | 18 de febrer de 2004   | Socorro              | LINEAR                      |
| 180536 -      | 2004 EV                | 1 de març de 2004      | Catalina             | CSS                         |
| 180537 -      | 2004 EB1               | 14 de març de 2004     | Wrightwood           | J. W. Young                 |
| 180538 -      | 2004 EA5               | 11 de març de 2004     | Palomar              | NEAT                        |
| 180539 -      | 2004 EJ8               | 13 de març de 2004     | Palomar              | NEAT                        |
| 180540 -      | 2004 EY9               | 11 de març de 2004     | Palomar              | NEAT                        |
| 180541 -      | 2004 ES10              | 15 de març de 2004     | Desert Eagle         | W. K. Y. Yeung              |
| 180542 -      | 2004 ER11              | 10 de març de 2004     | Palomar              | NEAT                        |
| 180543 -      | 2004 EY14              | 11 de març de 2004     | Palomar              | NEAT                        |
| 180544 -      | 2004 ET15              | 12 de març de 2004     | Palomar              | NEAT                        |
| 180545 -      | 2004 EJ16              | 12 de març de 2004     | Palomar              | NEAT                        |
| 180546 -      | 2004 ED17              | 12 de març de 2004     | Palomar              | NEAT                        |
| 180547 -      | 2004 EO17              | 12 de març de 2004     | Palomar              | NEAT                        |
| 180548 -      | 2004 EQ17              | 12 de març de 2004     | Palomar              | NEAT                        |
| 180549 -      | 2004 EV19              | 14 de març de 2004     | Socorro              | LINEAR                      |
| 180550 -      | 2004 EX20              | 15 de març de 2004     | Socorro              | LINEAR                      |
| 180551 -      | 2004 EE22              | 15 de març de 2004     | Socorro              | LINEAR                      |
| 180552 -      | 2004 EB24              | 15 de març de 2004     | Catalina             | CSS                         |
| 180553 -      | 2004 ED24              | 15 de març de 2004     | Goodricke-Pigott     | Goodricke-Pigott            |
| 180554 -      | 2004 EH24              | 15 de març de 2004     | Črni Vrh             | Črni Vrh                    |
| 180555 -      | 2004 ER25              | 13 de març de 2004     | Palomar              | NEAT                        |
| 180556 -      | 2004 EV25              | 13 de març de 2004     | Palomar              | NEAT                        |
| 180557 -      | 2004 ET34              | 12 de març de 2004     | Palomar              | NEAT                        |
| 180558 -      | 2004 EF47              | 15 de març de 2004     | Kitt Peak            | Spacewatch                  |
| 180559 -      | 2004 ES53              | 15 de març de 2004     | Socorro              | LINEAR                      |
| 180560 -      | 2004 EB54              | 15 de març de 2004     | Campo Imperatore     | CINEOS                      |
| 180561 -      | 2004 EU56              | 14 de març de 2004     | Palomar              | NEAT                        |
| 180562 -      | 2004 EC66              | 14 de març de 2004     | Kitt Peak            | Spacewatch                  |
| 180563 -      | 2004 EB67              | 15 de març de 2004     | Kitt Peak            | Spacewatch                  |
| 180564 -      | 2004 EM68              | 15 de març de 2004     | Socorro              | LINEAR                      |
| 180565 -      | 2004 EU70              | 15 de març de 2004     | Kitt Peak            | Spacewatch                  |
| 180566 -      | 2004 EE73              | 15 de març de 2004     | Catalina             | CSS                         |
| 180567 -      | 2004 ET80              | 15 de març de 2004     | Catalina             | CSS                         |
| 180568 -      | 2004 EC84              | 14 de març de 2004     | Palomar              | NEAT                        |
| 180569 -      | 2004 ED84              | 14 de març de 2004     | Palomar              | NEAT                        |
| 180570 -      | 2004 EQ86              | 15 de març de 2004     | Kitt Peak            | Spacewatch                  |
| 180571 -      | 2004 EA87              | 15 de març de 2004     | Kitt Peak            | Spacewatch                  |
| 180572 -      | 2004 ER102             | 15 de març de 2004     | Kitt Peak            | Spacewatch                  |
| 180573 -      | 2004 EF106             | 15 de març de 2004     | Kitt Peak            | Spacewatch                  |
| 180574 -      | 2004 EP108             | 15 de març de 2004     | Kitt Peak            | Spacewatch                  |
| 180575 -      | 2004 FU7               | 16 de març de 2004     | Socorro              | LINEAR                      |
| 180576 -      | 2004 FV7               | 16 de març de 2004     | Palomar              | NEAT                        |
| 180577 -      | 2004 FA10              | 16 de març de 2004     | Campo Imperatore     | CINEOS                      |
| 180578 -      | 2004 FL18              | 28 de març de 2004     | Desert Eagle         | W. K. Y. Yeung              |
| 180579 -      | 2004 FU19              | 16 de març de 2004     | Socorro              | LINEAR                      |
| 180580 -      | 2004 FF20              | 16 de març de 2004     | Socorro              | LINEAR                      |
| 180581 -      | 2004 FS20              | 16 de març de 2004     | Catalina             | CSS                         |
| 180582 -      | 2004 FU22              | 17 de març de 2004     | Kitt Peak            | Spacewatch                  |
| 180583 -      | 2004 FP24              | 17 de març de 2004     | Socorro              | LINEAR                      |
| 180584 -      | 2004 FD27              | 17 de març de 2004     | Kitt Peak            | Spacewatch                  |
| 180585 -      | 2004 FJ35              | 16 de març de 2004     | Kitt Peak            | Spacewatch                  |
| 180586 -      | 2004 FL35              | 16 de març de 2004     | Socorro              | LINEAR                      |
| 180587 -      | 2004 FQ35              | 16 de març de 2004     | Socorro              | LINEAR                      |
| 180588 -      | 2004 FK41              | 18 de març de 2004     | Socorro              | LINEAR                      |
| 180589 -      | 2004 FR41              | 21 de març de 2004     | Anderson Mesa        | LONEOS                      |
| 180590 -      | 2004 FN44              | 16 de març de 2004     | Desert Eagle         | W. K. Y. Yeung              |
| 180591 -      | 2004 FC47              | 18 de març de 2004     | Kitt Peak            | Spacewatch                  |
| 180592 -      | 2004 FK49              | 18 de març de 2004     | Socorro              | LINEAR                      |
| 180593 -      | 2004 FG51              | 19 de març de 2004     | Palomar              | NEAT                        |
| 180594 -      | 2004 FH61              | 19 de març de 2004     | Socorro              | LINEAR                      |
| 180595 -      | 2004 FP61              | 19 de març de 2004     | Socorro              | LINEAR                      |
| 180596 -      | 2004 FJ63              | 19 de març de 2004     | Socorro              | LINEAR                      |
| 180597 -      | 2004 FL64              | 19 de març de 2004     | Socorro              | LINEAR                      |
| 180598 -      | 2004 FS64              | 19 de març de 2004     | Socorro              | LINEAR                      |
| 180599 -      | 2004 FQ79              | 20 de març de 2004     | Haleakala            | NEAT                        |
| 180600 -      | 2004 FV79              | 20 de març de 2004     | Kitt Peak            | Spacewatch                  |
| 180601-180700 |                        |                        |                      |                             |
| 180601 -      | 2004 FH81              | 16 de març de 2004     | Socorro              | LINEAR                      |
| 180602 -      | 2004 FM82              | 17 de març de 2004     | Kitt Peak            | Spacewatch                  |
| 180603 -      | 2004 FY83              | 18 de març de 2004     | Kitt Peak            | Spacewatch                  |
| 180604 -      | 2004 FX89              | 20 de març de 2004     | Socorro              | LINEAR                      |
| 180605 -      | 2004 FC92              | 29 de març de 2004     | Socorro              | LINEAR                      |
| 180606 -      | 2004 FE94              | 22 de març de 2004     | Socorro              | LINEAR                      |
| 180607 -      | 2004 FM94              | 23 de març de 2004     | Kitt Peak            | Spacewatch                  |
| 180608 -      | 2004 FB96              | 23 de març de 2004     | Socorro              | LINEAR                      |
| 180609 -      | 2004 FQ97              | 23 de març de 2004     | Socorro              | LINEAR                      |
| 180610 -      | 2004 FD100             | 23 de març de 2004     | Kitt Peak            | Spacewatch                  |
| 180611 -      | 2004 FD105             | 23 de març de 2004     | Socorro              | LINEAR                      |
| 180612 -      | 2004 FP106             | 20 de març de 2004     | Socorro              | LINEAR                      |
| 180613 -      | 2004 FM108             | 23 de març de 2004     | Kitt Peak            | Spacewatch                  |
| 180614 -      | 2004 FV116             | 23 de març de 2004     | Socorro              | LINEAR                      |
| 180615 -      | 2004 FZ117             | 22 de març de 2004     | Socorro              | LINEAR                      |
| 180616 -      | 2004 FQ118             | 22 de març de 2004     | Socorro              | LINEAR                      |
| 180617 -      | 2004 FZ118             | 22 de març de 2004     | Socorro              | LINEAR                      |
| 180618 -      | 2004 FD121             | 23 de març de 2004     | Socorro              | LINEAR                      |
| 180619 -      | 2004 FZ121             | 24 de març de 2004     | Anderson Mesa        | LONEOS                      |
| 180620 -      | 2004 FE126             | 27 de març de 2004     | Socorro              | LINEAR                      |
| 180621 -      | 2004 FM126             | 27 de març de 2004     | Socorro              | LINEAR                      |
| 180622 -      | 2004 FD127             | 27 de març de 2004     | Socorro              | LINEAR                      |
| 180623 -      | 2004 FJ127             | 27 de març de 2004     | Socorro              | LINEAR                      |
| 180624 -      | 2004 FW127             | 27 de març de 2004     | Socorro              | LINEAR                      |
| 180625 -      | 2004 FW134             | 26 de març de 2004     | Socorro              | LINEAR                      |
| 180626 -      | 2004 FL136             | 27 de març de 2004     | Anderson Mesa        | LONEOS                      |
| 180627 -      | 2004 FD137             | 28 de març de 2004     | Anderson Mesa        | LONEOS                      |
| 180628 -      | 2004 FE137             | 28 de març de 2004     | Catalina             | CSS                         |
| 180629 -      | 2004 FY139             | 26 de març de 2004     | Socorro              | LINEAR                      |
| 180630 -      | 2004 FQ141             | 27 de març de 2004     | Socorro              | LINEAR                      |
| 180631 -      | 2004 FF148             | 19 de març de 2004     | Socorro              | LINEAR                      |
| 180632 -      | 2004 FG160             | 18 de març de 2004     | Socorro              | LINEAR                      |
| 180633 -      | 2004 FL160             | 18 de març de 2004     | Socorro              | LINEAR                      |
| 180634 -      | 2004 FG161             | 18 de març de 2004     | Kitt Peak            | Spacewatch                  |
| 180635 -      | 2004 FG165             | 27 de març de 2004     | Socorro              | LINEAR                      |
| 180636 -      | 2004 GG4               | 11 d'abril de 2004     | Palomar              | NEAT                        |
| 180637 -      | 2004 GC5               | 11 d'abril de 2004     | Palomar              | NEAT                        |
| 180638 -      | 2004 GK7               | 12 d'abril de 2004     | Kitt Peak            | Spacewatch                  |
| 180639 -      | 2004 GQ9               | 12 d'abril de 2004     | Kitt Peak            | Spacewatch                  |
| 180640 -      | 2004 GJ14              | 13 d'abril de 2004     | Catalina             | CSS                         |
| 180641 -      | 2004 GL14              | 13 d'abril de 2004     | Kitt Peak            | Spacewatch                  |
| 180642 -      | 2004 GY17              | 12 d'abril de 2004     | Kitt Peak            | Spacewatch                  |
| 180643 -      | 2004 GK20              | 14 d'abril de 2004     | Vicques              | Vicques                     |
| 180644 -      | 2004 GO22              | 12 d'abril de 2004     | Palomar              | NEAT                        |
| 180645 -      | 2004 GD23              | 12 d'abril de 2004     | Kitt Peak            | Spacewatch                  |
| 180646 -      | 2004 GE26              | 14 d'abril de 2004     | Kitt Peak            | Spacewatch                  |
| 180647 -      | 2004 GQ27              | 15 d'abril de 2004     | Palomar              | NEAT                        |
| 180648 -      | 2004 GY29              | 12 d'abril de 2004     | Kitt Peak            | Spacewatch                  |
| 180649 -      | 2004 GK30              | 12 d'abril de 2004     | Kitt Peak            | Spacewatch                  |
| 180650 -      | 2004 GK32              | 12 d'abril de 2004     | Palomar              | NEAT                        |
| 180651 -      | 2004 GT33              | 12 d'abril de 2004     | Kitt Peak            | Spacewatch                  |
| 180652 -      | 2004 GE34              | 12 d'abril de 2004     | Siding Spring        | SSS                         |
| 180653 -      | 2004 GR34              | 13 d'abril de 2004     | Kitt Peak            | Spacewatch                  |
| 180654 -      | 2004 GZ34              | 13 d'abril de 2004     | Palomar              | NEAT                        |
| 180655 -      | 2004 GP35              | 13 d'abril de 2004     | Palomar              | NEAT                        |
| 180656 -      | 2004 GH36              | 13 d'abril de 2004     | Palomar              | NEAT                        |
| 180657 -      | 2004 GL36              | 13 d'abril de 2004     | Palomar              | NEAT                        |
| 180658 -      | 2004 GF40              | 11 d'abril de 2004     | Palomar              | NEAT                        |
| 180659 -      | 2004 GL41              | 13 d'abril de 2004     | Palomar              | NEAT                        |
| 180660 -      | 2004 GQ42              | 15 d'abril de 2004     | Catalina             | CSS                         |
| 180661 -      | 2004 GB43              | 15 d'abril de 2004     | Palomar              | NEAT                        |
| 180662 -      | 2004 GQ46              | 12 d'abril de 2004     | Kitt Peak            | Spacewatch                  |
| 180663 -      | 2004 GW46              | 12 d'abril de 2004     | Kitt Peak            | Spacewatch                  |
| 180664 -      | 2004 GD60              | 14 d'abril de 2004     | Kitt Peak            | Spacewatch                  |
| 180665 -      | 2004 GF60              | 14 d'abril de 2004     | Kitt Peak            | Spacewatch                  |
| 180666 -      | 2004 GC61              | 15 d'abril de 2004     | Anderson Mesa        | LONEOS                      |
| 180667 -      | 2004 GW63              | 13 d'abril de 2004     | Kitt Peak            | Spacewatch                  |
| 180668 -      | 2004 GG65              | 13 d'abril de 2004     | Kitt Peak            | Spacewatch                  |
| 180669 -      | 2004 GQ65              | 13 d'abril de 2004     | Kitt Peak            | Spacewatch                  |
| 180670 -      | 2004 GW72              | 14 d'abril de 2004     | Kitt Peak            | Spacewatch                  |
| 180671 -      | 2004 GX72              | 14 d'abril de 2004     | Anderson Mesa        | LONEOS                      |
| 180672 -      | 2004 GC74              | 13 d'abril de 2004     | Siding Spring        | SSS                         |
| 180673 -      | 2004 GL74              | 15 d'abril de 2004     | Palomar              | NEAT                        |
| 180674 -      | 2004 GW76              | 15 d'abril de 2004     | Palomar              | NEAT                        |
| 180675 -      | 2004 GK77              | 14 d'abril de 2004     | Socorro              | LINEAR                      |
| 180676 -      | 2004 GL77              | 14 d'abril de 2004     | Socorro              | LINEAR                      |
| 180677 -      | 2004 GL79              | 12 d'abril de 2004     | Kitt Peak            | Spacewatch                  |
| 180678 -      | 2004 GZ81              | 13 d'abril de 2004     | Catalina             | CSS                         |
| 180679 -      | 2004 GM82              | 14 d'abril de 2004     | Kitt Peak            | Spacewatch                  |
| 180680 -      | 2004 GE83              | 14 d'abril de 2004     | Kitt Peak            | Spacewatch                  |
| 180681 -      | 2004 GG87              | 14 d'abril de 2004     | Siding Spring        | SSS                         |
| 180682 -      | 2004 GK87              | 15 d'abril de 2004     | Palomar              | NEAT                        |
| 180683 -      | 2004 HF                | 16 d'abril de 2004     | Emerald Lane         | L. Ball                     |
| 180684 -      | 2004 HW1               | 20 d'abril de 2004     | Desert Eagle         | W. K. Y. Yeung              |
| 180685 -      | 2004 HC6               | 17 d'abril de 2004     | Socorro              | LINEAR                      |
| 180686 -      | 2004 HN6               | 17 d'abril de 2004     | Socorro              | LINEAR                      |
| 180687 -      | 2004 HO7               | 19 d'abril de 2004     | Socorro              | LINEAR                      |
| 180688 -      | 2004 HN10              | 17 d'abril de 2004     | Socorro              | LINEAR                      |
| 180689 -      | 2004 HU10              | 17 d'abril de 2004     | Anderson Mesa        | LONEOS                      |
| 180690 -      | 2004 HG15              | 16 d'abril de 2004     | Kitt Peak            | Spacewatch                  |
| 180691 -      | 2004 HH19              | 19 d'abril de 2004     | Socorro              | LINEAR                      |
| 180692 -      | 2004 HH24              | 16 d'abril de 2004     | Palomar              | NEAT                        |
| 180693 -      | 2004 HB26              | 19 d'abril de 2004     | Socorro              | LINEAR                      |
| 180694 -      | 2004 HD28              | 20 d'abril de 2004     | Socorro              | LINEAR                      |
| 180695 -      | 2004 HA31              | 21 d'abril de 2004     | Reedy Creek          | J. Broughton                |
| 180696 -      | 2004 HO31              | 19 d'abril de 2004     | Socorro              | LINEAR                      |
| 180697 -      | 2004 HF32              | 20 d'abril de 2004     | Kitt Peak            | Spacewatch                  |
| 180698 -      | 2004 HH32              | 20 d'abril de 2004     | Kitt Peak            | Spacewatch                  |
| 180699 -      | 2004 HZ33              | 16 d'abril de 2004     | Socorro              | LINEAR                      |
| 180700 -      | 2004 HA44              | 21 d'abril de 2004     | Socorro              | LINEAR                      |
| 180701-180800 |                        |                        |                      |                             |
| 180701 -      | 2004 HQ44              | 21 d'abril de 2004     | Socorro              | LINEAR                      |
| 180702 -      | 2004 HX45              | 21 d'abril de 2004     | Socorro              | LINEAR                      |
| 180703 -      | 2004 HW46              | 22 d'abril de 2004     | Socorro              | LINEAR                      |
| 180704 -      | 2004 HM48              | 22 d'abril de 2004     | Siding Spring        | SSS                         |
| 180705 -      | 2004 HA50              | 23 d'abril de 2004     | Kitt Peak            | Spacewatch                  |
| 180706 -      | 2004 HJ50              | 23 d'abril de 2004     | Catalina             | CSS                         |
| 180707 -      | 2004 HK50              | 23 d'abril de 2004     | Catalina             | CSS                         |
| 180708 -      | 2004 HD51              | 23 d'abril de 2004     | Siding Spring        | SSS                         |
| 180709 -      | 2004 HA62              | 26 d'abril de 2004     | Kitt Peak            | Spacewatch                  |
| 180710 -      | 2004 HE67              | 21 d'abril de 2004     | Kitt Peak            | Spacewatch                  |
| 180711 -      | 2004 HF78              | 21 d'abril de 2004     | Kitt Peak            | Spacewatch                  |
| 180712 -      | 2004 HL78              | 21 d'abril de 2004     | Kitt Peak            | Spacewatch                  |
| 180713 -      | 2004 JM5               | 10 de maig de 2004     | Catalina             | CSS                         |
| 180714 -      | 2004 JS9               | 13 de maig de 2004     | Kitt Peak            | Spacewatch                  |
| 180715 -      | 2004 JN11              | 13 de maig de 2004     | Anderson Mesa        | LONEOS                      |
| 180716 -      | 2004 JH12              | 13 de maig de 2004     | Palomar              | NEAT                        |
| 180717 -      | 2004 JP17              | 12 de maig de 2004     | Siding Spring        | SSS                         |
| 180718 -      | 2004 JD20              | 14 de maig de 2004     | Catalina             | CSS                         |
| 180719 -      | 2004 JR21              | 9 de maig de 2004      | Kitt Peak            | Spacewatch                  |
| 180720 -      | 2004 JM22              | 9 de maig de 2004      | Kitt Peak            | Spacewatch                  |
| 180721 -      | 2004 JV22              | 10 de maig de 2004     | Haleakala            | NEAT                        |
| 180722 -      | 2004 JC24              | 15 de maig de 2004     | Socorro              | LINEAR                      |
| 180723 -      | 2004 JG25              | 15 de maig de 2004     | Socorro              | LINEAR                      |
| 180724 -      | 2004 JU25              | 15 de maig de 2004     | Socorro              | LINEAR                      |
| 180725 -      | 2004 JA26              | 15 de maig de 2004     | Socorro              | LINEAR                      |
| 180726 -      | 2004 JM26              | 15 de maig de 2004     | Socorro              | LINEAR                      |
| 180727 -      | 2004 JT26              | 15 de maig de 2004     | Socorro              | LINEAR                      |
| 180728 -      | 2004 JM27              | 15 de maig de 2004     | Socorro              | LINEAR                      |
| 180729 -      | 2004 JE32              | 13 de maig de 2004     | Anderson Mesa        | LONEOS                      |
| 180730 -      | 2004 JG33              | 15 de maig de 2004     | Socorro              | LINEAR                      |
| 180731 -      | 2004 JW35              | 13 de maig de 2004     | Wrightwood           | J. W. Young                 |
| 180732 -      | 2004 JU40              | 14 de maig de 2004     | Kitt Peak            | Spacewatch                  |
| 180733 -      | 2004 JH42              | 15 de maig de 2004     | Needville            | Needville                   |
| 180734 -      | 2004 JE44              | 12 de maig de 2004     | Anderson Mesa        | LONEOS                      |
| 180735 -      | 2004 JF44              | 12 de maig de 2004     | Anderson Mesa        | LONEOS                      |
| 180736 -      | 2004 JG45              | 12 de maig de 2004     | Goodricke-Pigott     | Goodricke-Pigott            |
| 180737 -      | 2004 JH55              | 10 de maig de 2004     | Kitt Peak            | Spacewatch                  |
| 180738 -      | 2004 KW3               | 16 de maig de 2004     | Socorro              | LINEAR                      |
| 180739 Barbet | 2004 KX7               | 19 de maig de 2004     | Saint-Sulpice        | B. Christophe               |
| 180740 -      | 2004 KB14              | 22 de maig de 2004     | Catalina             | CSS                         |
| 180741 -      | 2004 KL16              | 27 de maig de 2004     | Nogales              | Tenagra II                  |
| 180742 -      | 2004 LL2               | 6 de juny de 2004      | Catalina             | CSS                         |
| 180743 -      | 2004 LR3               | 11 de juny de 2004     | Palomar              | NEAT                        |
| 180744 -      | 2004 LM4               | 11 de juny de 2004     | Socorro              | LINEAR                      |
| 180745 -      | 2004 LK7               | 11 de juny de 2004     | Socorro              | LINEAR                      |
| 180746 -      | 2004 LA11              | 10 de juny de 2004     | Campo Imperatore     | CINEOS                      |
| 180747 -      | 2004 LU14              | 11 de juny de 2004     | Kitt Peak            | Spacewatch                  |
| 180748 -      | 2004 LB16              | 12 de juny de 2004     | Socorro              | LINEAR                      |
| 180749 -      | 2004 LT16              | 14 de juny de 2004     | Socorro              | LINEAR                      |
| 180750 -      | 2004 LG21              | 12 de juny de 2004     | Socorro              | LINEAR                      |
| 180751 -      | 2004 LR26              | 12 de juny de 2004     | Socorro              | LINEAR                      |
| 180752 -      | 2004 NF                | 8 de juliol de 2004    | Reedy Creek          | J. Broughton                |
| 180753 -      | 2004 NY14              | 11 de juliol de 2004   | Socorro              | LINEAR                      |
| 180754 -      | 2004 NK27              | 11 de juliol de 2004   | Socorro              | LINEAR                      |
| 180755 -      | 2004 NC29              | 14 de juliol de 2004   | Socorro              | LINEAR                      |
| 180756 -      | 2004 NF30              | 15 de juliol de 2004   | Siding Spring        | SSS                         |
| 180757 -      | 2004 NE33              | 14 de juliol de 2004   | Siding Spring        | SSS                         |
| 180758 -      | 2004 OF2               | 16 de juliol de 2004   | Socorro              | LINEAR                      |
| 180759 -      | 2004 OQ5               | 18 de juliol de 2004   | Socorro              | LINEAR                      |
| 180760 -      | 2004 OV5               | 18 de juliol de 2004   | Reedy Creek          | J. Broughton                |
| 180761 -      | 2004 OK6               | 16 de juliol de 2004   | Socorro              | LINEAR                      |
| 180762 -      | 2004 PC14              | 7 d'agost de 2004      | Palomar              | NEAT                        |
| 180763 -      | 2004 PA15              | 7 d'agost de 2004      | Palomar              | NEAT                        |
| 180764 -      | 2004 PO16              | 7 d'agost de 2004      | Palomar              | NEAT                        |
| 180765 -      | 2004 PJ18              | 8 d'agost de 2004      | Anderson Mesa        | LONEOS                      |
| 180766 -      | 2004 PN22              | 8 d'agost de 2004      | Socorro              | LINEAR                      |
| 180767 -      | 2004 PC36              | 8 d'agost de 2004      | Campo Imperatore     | CINEOS                      |
| 180768 -      | 2004 PK54              | 8 d'agost de 2004      | Anderson Mesa        | LONEOS                      |
| 180769 -      | 2004 PE58              | 9 d'agost de 2004      | Socorro              | LINEAR                      |
| 180770 -      | 2004 PQ63              | 10 d'agost de 2004     | Socorro              | LINEAR                      |
| 180771 -      | 2004 PZ73              | 8 d'agost de 2004      | Socorro              | LINEAR                      |
| 180772 -      | 2004 PZ81              | 10 d'agost de 2004     | Anderson Mesa        | LONEOS                      |
| 180773 -      | 2004 PB105             | 12 d'agost de 2004     | Palomar              | NEAT                        |
| 180774 -      | 2004 QB1               | 17 d'agost de 2004     | Socorro              | LINEAR                      |
| 180775 -      | 2004 QP8               | 16 d'agost de 2004     | Siding Spring        | SSS                         |
| 180776 -      | 2004 QY10              | 21 d'agost de 2004     | Siding Spring        | SSS                         |
| 180777 -      | 2004 QU25              | 27 d'agost de 2004     | Anderson Mesa        | LONEOS                      |
| 180778 -      | 2004 RN16              | 7 de setembre de 2004  | Socorro              | LINEAR                      |
| 180779 -      | 2004 RZ30              | 7 de setembre de 2004  | Socorro              | LINEAR                      |
| 180780 -      | 2004 RY48              | 8 de setembre de 2004  | Socorro              | LINEAR                      |
| 180781 -      | 2004 RU54              | 8 de setembre de 2004  | Socorro              | LINEAR                      |
| 180782 -      | 2004 RH139             | 8 de setembre de 2004  | Socorro              | LINEAR                      |
| 180783 -      | 2004 RK146             | 9 de setembre de 2004  | Socorro              | LINEAR                      |
| 180784 -      | 2004 RB152             | 10 de setembre de 2004 | Socorro              | LINEAR                      |
| 180785 -      | 2004 RE152             | 10 de setembre de 2004 | Socorro              | LINEAR                      |
| 180786 -      | 2004 RO182             | 10 de setembre de 2004 | Socorro              | LINEAR                      |
| 180787 -      | 2004 RY189             | 10 de setembre de 2004 | Socorro              | LINEAR                      |
| 180788 -      | 2004 RF195             | 10 de setembre de 2004 | Socorro              | LINEAR                      |
| 180789 -      | 2004 RU216             | 11 de setembre de 2004 | Socorro              | LINEAR                      |
| 180790 -      | 2004 SX9               | 16 de setembre de 2004 | Siding Spring        | SSS                         |
| 180791 -      | 2004 SO18              | 18 de setembre de 2004 | Socorro              | LINEAR                      |
| 180792 -      | 2004 TZ338             | 12 d'octubre de 2004   | Anderson Mesa        | LONEOS                      |
| 180793 -      | 2004 XL23              | 8 de desembre de 2004  | Socorro              | LINEAR                      |
| 180794 -      | 2004 XD101             | 14 de desembre de 2004 | Socorro              | LINEAR                      |
| 180795 -      | 2004 YT4               | 17 de desembre de 2004 | Anderson Mesa        | LONEOS                      |
| 180796 -      | 2005 CB69              | 14 de febrer de 2005   | La Silla             | A. Boattini, H. Scholl      |
| 180797 -      | 2005 EM7               | 1 de març de 2005      | Kitt Peak            | Spacewatch                  |
| 180798 -      | 2005 EP23              | 3 de març de 2005      | Catalina             | CSS                         |
| 180799 -      | 2005 EZ34              | 3 de març de 2005      | Kitt Peak            | Spacewatch                  |
| 180800 -      | 2005 ER64              | 4 de març de 2005      | Mount Lemmon         | Mount Lemmon Survey         |
| 180801-180900 |                        |                        |                      |                             |
| 180801 -      | 2005 ET99              | 3 de març de 2005      | Catalina             | CSS                         |
| 180802 -      | 2005 EL101             | 3 de març de 2005      | Kitt Peak            | Spacewatch                  |
| 180803 -      | 2005 EN117             | 4 de març de 2005      | Mount Lemmon         | Mount Lemmon Survey         |
| 180804 -      | 2005 ET117             | 4 de març de 2005      | Mount Lemmon         | Mount Lemmon Survey         |
| 180805 -      | 2005 EL148             | 10 de març de 2005     | Kitt Peak            | Spacewatch                  |
| 180806 -      | 2005 EB151             | 10 de març de 2005     | Kitt Peak            | Spacewatch                  |
| 180807 -      | 2005 EG164             | 10 de març de 2005     | Mount Lemmon         | Mount Lemmon Survey         |
| 180808 -      | 2005 EU168             | 11 de març de 2005     | Mount Lemmon         | Mount Lemmon Survey         |
| 180809 -      | 2005 EG179             | 9 de març de 2005      | Kitt Peak            | Spacewatch                  |
| 180810 -      | 2005 EK206             | 13 de març de 2005     | Catalina             | CSS                         |
| 180811 -      | 2005 ET206             | 13 de març de 2005     | Kitt Peak            | Spacewatch                  |
| 180812 -      | 2005 EB211             | 4 de març de 2005      | Catalina             | CSS                         |
| 180813 -      | 2005 EE239             | 11 de març de 2005     | Kitt Peak            | Spacewatch                  |
| 180814 -      | 2005 EU268             | 14 de març de 2005     | Mount Lemmon         | Mount Lemmon Survey         |
| 180815 -      | 2005 EB277             | 8 de març de 2005      | Mount Lemmon         | Mount Lemmon Survey         |
| 180816 -      | 2005 EO280             | 10 de març de 2005     | Catalina             | CSS                         |
| 180817 -      | 2005 EG324             | 8 de març de 2005      | Mount Lemmon         | Mount Lemmon Survey         |
| 180818 -      | 2005 FH4               | 30 de març de 2005     | Catalina             | CSS                         |
| 180819 -      | 2005 FP6               | 30 de març de 2005     | Catalina             | CSS                         |
| 180820 -      | 2005 FH11              | 17 de març de 2005     | Kitt Peak            | Spacewatch                  |
| 180821 -      | 2005 GZ3               | 1 d'abril de 2005      | Kitt Peak            | Spacewatch                  |
| 180822 -      | 2005 GO4               | 1 d'abril de 2005      | Kitt Peak            | Spacewatch                  |
| 180823 -      | 2005 GB5               | 1 d'abril de 2005      | Kitt Peak            | Spacewatch                  |
| 180824 -      | 2005 GU8               | 2 d'abril de 2005      | Piszkéstető          | Piszkéstető                 |
| 180825 -      | 2005 GS9               | 2 d'abril de 2005      | Siding Spring        | R. H. McNaught              |
| 180826 -      | 2005 GP19              | 2 d'abril de 2005      | Mount Lemmon         | Mount Lemmon Survey         |
| 180827 -      | 2005 GV26              | 2 d'abril de 2005      | Anderson Mesa        | LONEOS                      |
| 180828 -      | 2005 GG38              | 3 d'abril de 2005      | Palomar              | NEAT                        |
| 180829 -      | 2005 GK43              | 5 d'abril de 2005      | Palomar              | NEAT                        |
| 180830 -      | 2005 GT43              | 5 d'abril de 2005      | Anderson Mesa        | LONEOS                      |
| 180831 -      | 2005 GO46              | 5 d'abril de 2005      | Mount Lemmon         | Mount Lemmon Survey         |
| 180832 -      | 2005 GP46              | 5 d'abril de 2005      | Mount Lemmon         | Mount Lemmon Survey         |
| 180833 -      | 2005 GP53              | 2 d'abril de 2005      | Mount Lemmon         | Mount Lemmon Survey         |
| 180834 -      | 2005 GC58              | 6 d'abril de 2005      | Mount Lemmon         | Mount Lemmon Survey         |
| 180835 -      | 2005 GX60              | 9 d'abril de 2005      | RAS                  | A. Lowe                     |
| 180836 -      | 2005 GG68              | 2 d'abril de 2005      | Mount Lemmon         | Mount Lemmon Survey         |
| 180837 -      | 2005 GZ72              | 4 d'abril de 2005      | Catalina             | CSS                         |
| 180838 -      | 2005 GG76              | 5 d'abril de 2005      | Catalina             | CSS                         |
| 180839 -      | 2005 GE80              | 7 d'abril de 2005      | Kitt Peak            | Spacewatch                  |
| 180840 -      | 2005 GM86              | 4 d'abril de 2005      | Socorro              | LINEAR                      |
| 180841 -      | 2005 GH88              | 5 d'abril de 2005      | Catalina             | CSS                         |
| 180842 -      | 2005 GN93              | 6 d'abril de 2005      | Kitt Peak            | Spacewatch                  |
| 180843 -      | 2005 GR107             | 10 d'abril de 2005     | Mount Lemmon         | Mount Lemmon Survey         |
| 180844 -      | 2005 GX113             | 9 d'abril de 2005      | Socorro              | LINEAR                      |
| 180845 -      | 2005 GG114             | 10 d'abril de 2005     | Mount Lemmon         | Mount Lemmon Survey         |
| 180846 -      | 2005 GE133             | 10 d'abril de 2005     | Kitt Peak            | Spacewatch                  |
| 180847 -      | 2005 GM136             | 10 d'abril de 2005     | Kitt Peak            | Spacewatch                  |
| 180848 -      | 2005 GV152             | 13 d'abril de 2005     | Anderson Mesa        | LONEOS                      |
| 180849 -      | 2005 GX152             | 13 d'abril de 2005     | Anderson Mesa        | LONEOS                      |
| 180850 -      | 2005 GX160             | 13 d'abril de 2005     | Anderson Mesa        | LONEOS                      |
| 180851 -      | 2005 GZ161             | 14 d'abril de 2005     | Catalina             | CSS                         |
| 180852 -      | 2005 GA167             | 11 d'abril de 2005     | Mount Lemmon         | Mount Lemmon Survey         |
| 180853 -      | 2005 GR167             | 11 d'abril de 2005     | Mount Lemmon         | Mount Lemmon Survey         |
| 180854 -      | 2005 GF169             | 12 d'abril de 2005     | Kitt Peak            | Spacewatch                  |
| 180855 -      | 2005 GO205             | 11 d'abril de 2005     | Kitt Peak            | M. W. Buie                  |
| 180856 -      | 2005 HX5               | 30 d'abril de 2005     | Kitt Peak            | Spacewatch                  |
| 180857 -      | 2005 HG7               | 28 d'abril de 2005     | Piszkéstető          | Piszkéstető                 |
| 180858 -      | 2005 HX7               | 30 d'abril de 2005     | Palomar              | NEAT                        |
| 180859 -      | 2005 JA17              | 4 de maig de 2005      | Palomar              | NEAT                        |
| 180860 -      | 2005 JR19              | 4 de maig de 2005      | Socorro              | LINEAR                      |
| 180861 -      | 2005 JS22              | 1 de maig de 2005      | Palomar              | NEAT                        |
| 180862 -      | 2005 JM26              | 3 de maig de 2005      | Kitt Peak            | Spacewatch                  |
| 180863 -      | 2005 JE27              | 3 de maig de 2005      | Kitt Peak            | Spacewatch                  |
| 180864 -      | 2005 JL27              | 3 de maig de 2005      | Socorro              | LINEAR                      |
| 180865 -      | 2005 JW28              | 3 de maig de 2005      | Kitt Peak            | Spacewatch                  |
| 180866 -      | 2005 JC35              | 4 de maig de 2005      | Kitt Peak            | Spacewatch                  |
| 180867 -      | 2005 JO41              | 7 de maig de 2005      | Mount Lemmon         | Mount Lemmon Survey         |
| 180868 -      | 2005 JP42              | 8 de maig de 2005      | Anderson Mesa        | LONEOS                      |
| 180869 -      | 2005 JZ42              | 8 de maig de 2005      | Socorro              | LINEAR                      |
| 180870 -      | 2005 JR44              | 8 de maig de 2005      | Mount Lemmon         | Mount Lemmon Survey         |
| 180871 -      | 2005 JS54              | 4 de maig de 2005      | Mount Lemmon         | Mount Lemmon Survey         |
| 180872 -      | 2005 JQ74              | 8 de maig de 2005      | Mount Lemmon         | Mount Lemmon Survey         |
| 180873 -      | 2005 JZ74              | 8 de maig de 2005      | Siding Spring        | SSS                         |
| 180874 -      | 2005 JW81              | 3 de maig de 2005      | Kitt Peak            | Spacewatch                  |
| 180875 -      | 2005 JR84              | 8 de maig de 2005      | Catalina             | CSS                         |
| 180876 -      | 2005 JU88              | 10 de maig de 2005     | Kitt Peak            | Spacewatch                  |
| 180877 -      | 2005 JF90              | 11 de maig de 2005     | Mount Lemmon         | Mount Lemmon Survey         |
| 180878 -      | 2005 JQ91              | 10 de maig de 2005     | Mount Lemmon         | Mount Lemmon Survey         |
| 180879 -      | 2005 JU93              | 11 de maig de 2005     | Palomar              | NEAT                        |
| 180880 -      | 2005 JN101             | 9 de maig de 2005      | Mount Lemmon         | Mount Lemmon Survey         |
| 180881 -      | 2005 JK104             | 10 de maig de 2005     | Mount Lemmon         | Mount Lemmon Survey         |
| 180882 -      | 2005 JU111             | 9 de maig de 2005      | Anderson Mesa        | LONEOS                      |
| 180883 -      | 2005 JQ112             | 9 de maig de 2005      | Catalina             | CSS                         |
| 180884 -      | 2005 JG117             | 10 de maig de 2005     | Kitt Peak            | Spacewatch                  |
| 180885 -      | 2005 JX122             | 11 de maig de 2005     | Kitt Peak            | Spacewatch                  |
| 180886 -      | 2005 JZ122             | 11 de maig de 2005     | Kitt Peak            | Spacewatch                  |
| 180887 -      | 2005 JY124             | 11 de maig de 2005     | Kitt Peak            | Spacewatch                  |
| 180888 -      | 2005 JW125             | 11 de maig de 2005     | Palomar              | NEAT                        |
| 180889 -      | 2005 JR133             | 14 de maig de 2005     | Kitt Peak            | Spacewatch                  |
| 180890 -      | 2005 JL135             | 15 de maig de 2005     | Mount Lemmon         | Mount Lemmon Survey         |
| 180891 -      | 2005 JL137             | 13 de maig de 2005     | Kitt Peak            | Spacewatch                  |
| 180892 -      | 2005 JZ144             | 15 de maig de 2005     | Mount Lemmon         | Mount Lemmon Survey         |
| 180893 -      | 2005 JU146             | 14 de maig de 2005     | Kitt Peak            | Spacewatch                  |
| 180894 -      | 2005 JV149             | 3 de maig de 2005      | Kitt Peak            | Spacewatch                  |
| 180895 -      | 2005 JQ156             | 4 de maig de 2005      | Palomar              | NEAT                        |
| 180896 -      | 2005 JP160             | 8 de maig de 2005      | Anderson Mesa        | LONEOS                      |
| 180897 -      | 2005 JC161             | 8 de maig de 2005      | Kitt Peak            | Spacewatch                  |
| 180898 -      | 2005 JQ162             | 8 de maig de 2005      | Kitt Peak            | Spacewatch                  |
| 180899 -      | 2005 JC163             | 8 de maig de 2005      | Mount Lemmon         | Mount Lemmon Survey         |
| 180900 -      | 2005 JD165             | 10 de maig de 2005     | Mount Lemmon         | Mount Lemmon Survey         |
| 180901-181000 |                        |                        |                      |                             |
| 180901 -      | 2005 JL167             | 12 de maig de 2005     | Socorro              | LINEAR                      |
| 180902 -      | 2005 JX167             | 13 de maig de 2005     | Mount Lemmon         | Mount Lemmon Survey         |
| 180903 -      | 2005 JW178             | 13 de maig de 2005     | Kitt Peak            | Spacewatch                  |
| 180904 -      | 2005 JG179             | 14 de maig de 2005     | Palomar              | NEAT                        |
| 180905 -      | 2005 JU181             | 1 de maig de 2005      | Palomar              | NEAT                        |
| 180906 -      | 2005 KB6               | 18 de maig de 2005     | Palomar              | NEAT                        |
| 180907 -      | 2005 KW7               | 20 de maig de 2005     | Mount Lemmon         | Mount Lemmon Survey         |
| 180908 -      | 2005 KT8               | 16 de maig de 2005     | Mount Lemmon         | Mount Lemmon Survey         |
| 180909 -      | 2005 KA10              | 30 de maig de 2005     | Reedy Creek          | J. Broughton                |
| 180910 -      | 2005 KB11              | 31 de maig de 2005     | Reedy Creek          | J. Broughton                |
| 180911 -      | 2005 KN11              | 30 de maig de 2005     | Siding Spring        | SSS                         |
| 180912 -      | 2005 LY2               | 2 de juny de 2005      | Catalina             | CSS                         |
| 180913 -      | 2005 LD4               | 1 de juny de 2005      | Kitt Peak            | Spacewatch                  |
| 180914 -      | 2005 LM5               | 2 de juny de 2005      | Siding Spring        | SSS                         |
| 180915 -      | 2005 LO5               | 2 de juny de 2005      | Siding Spring        | SSS                         |
| 180916 -      | 2005 LU9               | 1 de juny de 2005      | Kitt Peak            | Spacewatch                  |
| 180917 -      | 2005 LZ9               | 2 de juny de 2005      | Siding Spring        | SSS                         |
| 180918 -      | 2005 LJ11              | 3 de juny de 2005      | Kitt Peak            | Spacewatch                  |
| 180919 -      | 2005 LU14              | 5 de juny de 2005      | Kitt Peak            | Spacewatch                  |
| 180920 -      | 2005 LN16              | 5 de juny de 2005      | Kitt Peak            | Spacewatch                  |
| 180921 -      | 2005 LV16              | 6 de juny de 2005      | Kitt Peak            | Spacewatch                  |
| 180922 -      | 2005 LY16              | 6 de juny de 2005      | Kitt Peak            | Spacewatch                  |
| 180923 -      | 2005 LG17              | 6 de juny de 2005      | Kitt Peak            | Spacewatch                  |
| 180924 -      | 2005 LH17              | 6 de juny de 2005      | Kitt Peak            | Spacewatch                  |
| 180925 -      | 2005 LY23              | 3 de juny de 2005      | Siding Spring        | SSS                         |
| 180926 -      | 2005 LD24              | 11 de juny de 2005     | Junk Bond            | Junk Bond                   |
| 180927 -      | 2005 LX24              | 7 de juny de 2005      | Catalina             | CSS                         |
| 180928 -      | 2005 LX26              | 8 de juny de 2005      | Kitt Peak            | Spacewatch                  |
| 180929 -      | 2005 LG27              | 9 de juny de 2005      | Kitt Peak            | Spacewatch                  |
| 180930 -      | 2005 LS30              | 12 de juny de 2005     | Kitt Peak            | Spacewatch                  |
| 180931 -      | 2005 LW30              | 12 de juny de 2005     | 7300 Observatory     | 7300                        |
| 180932 -      | 2005 LG31              | 13 de juny de 2005     | Mount Lemmon         | Mount Lemmon Survey         |
| 180933 -      | 2005 LR32              | 9 de juny de 2005      | Kitt Peak            | Spacewatch                  |
| 180934 -      | 2005 LE33              | 10 de juny de 2005     | Kitt Peak            | Spacewatch                  |
| 180935 -      | 2005 LP38              | 11 de juny de 2005     | Kitt Peak            | Spacewatch                  |
| 180936 -      | 2005 LM40              | 14 de juny de 2005     | Kitt Peak            | Spacewatch                  |
| 180937 -      | 2005 LM41              | 12 de juny de 2005     | Kitt Peak            | Spacewatch                  |
| 180938 -      | 2005 LH45              | 13 de juny de 2005     | Kitt Peak            | Spacewatch                  |
| 180939 -      | 2005 LE51              | 13 de juny de 2005     | Mount Lemmon         | Mount Lemmon Survey         |
| 180940 -      | 2005 ML2               | 17 de juny de 2005     | Mount Lemmon         | Mount Lemmon Survey         |
| 180941 -      | 2005 MX2               | 18 de juny de 2005     | Mount Lemmon         | Mount Lemmon Survey         |
| 180942 -      | 2005 MB3               | 20 de juny de 2005     | Palomar              | NEAT                        |
| 180943 -      | 2005 ML4               | 17 de juny de 2005     | Mount Lemmon         | Mount Lemmon Survey         |
| 180944 -      | 2005 MH8               | 27 de juny de 2005     | Kitt Peak            | Spacewatch                  |
| 180945 -      | 2005 MR10              | 27 de juny de 2005     | Kitt Peak            | Spacewatch                  |
| 180946 -      | 2005 MH12              | 28 de juny de 2005     | Palomar              | NEAT                        |
| 180947 -      | 2005 MQ13              | 27 de juny de 2005     | Junk Bond            | D. Healy                    |
| 180948 -      | 2005 MT15              | 28 de juny de 2005     | Mount Lemmon         | Mount Lemmon Survey         |
| 180949 -      | 2005 MA17              | 27 de juny de 2005     | Kitt Peak            | Spacewatch                  |
| 180950 -      | 2005 MT17              | 27 de juny de 2005     | Kitt Peak            | Spacewatch                  |
| 180951 -      | 2005 MZ21              | 30 de juny de 2005     | Kitt Peak            | Spacewatch                  |
| 180952 -      | 2005 ML22              | 30 de juny de 2005     | Kitt Peak            | Spacewatch                  |
| 180953 -      | 2005 MR22              | 30 de juny de 2005     | Kitt Peak            | Spacewatch                  |
| 180954 -      | 2005 MU22              | 30 de juny de 2005     | Kitt Peak            | Spacewatch                  |
| 180955 -      | 2005 MU29              | 29 de juny de 2005     | Kitt Peak            | Spacewatch                  |
| 180956 -      | 2005 MV31              | 28 de juny de 2005     | Palomar              | NEAT                        |
| 180957 -      | 2005 MB32              | 28 de juny de 2005     | Palomar              | NEAT                        |
| 180958 -      | 2005 MO33              | 29 de juny de 2005     | Kitt Peak            | Spacewatch                  |
| 180959 -      | 2005 MJ34              | 29 de juny de 2005     | Palomar              | NEAT                        |
| 180960 -      | 2005 MX34              | 29 de juny de 2005     | Palomar              | NEAT                        |
| 180961 -      | 2005 MJ35              | 30 de juny de 2005     | Kitt Peak            | Spacewatch                  |
| 180962 -      | 2005 MW35              | 30 de juny de 2005     | Kitt Peak            | Spacewatch                  |
| 180963 -      | 2005 MK36              | 30 de juny de 2005     | Kitt Peak            | Spacewatch                  |
| 180964 -      | 2005 MS36              | 30 de juny de 2005     | Kitt Peak            | Spacewatch                  |
| 180965 -      | 2005 MB37              | 30 de juny de 2005     | Kitt Peak            | Spacewatch                  |
| 180966 -      | 2005 MH37              | 30 de juny de 2005     | Kitt Peak            | Spacewatch                  |
| 180967 -      | 2005 MJ37              | 30 de juny de 2005     | Kitt Peak            | Spacewatch                  |
| 180968 -      | 2005 MX37              | 30 de juny de 2005     | Palomar              | NEAT                        |
| 180969 -      | 2005 MM39              | 29 de juny de 2005     | Kitt Peak            | Spacewatch                  |
| 180970 -      | 2005 MN39              | 29 de juny de 2005     | Palomar              | NEAT                        |
| 180971 -      | 2005 MX39              | 29 de juny de 2005     | Palomar              | NEAT                        |
| 180972 -      | 2005 MB42              | 28 de juny de 2005     | Palomar              | NEAT                        |
| 180973 -      | 2005 MS46              | 28 de juny de 2005     | Palomar              | NEAT                        |
| 180974 -      | 2005 MB47              | 28 de juny de 2005     | Palomar              | NEAT                        |
| 180975 -      | 2005 MM48              | 29 de juny de 2005     | Kitt Peak            | Spacewatch                  |
| 180976 -      | 2005 MU49              | 30 de juny de 2005     | Kitt Peak            | Spacewatch                  |
| 180977 -      | 2005 NB1               | 4 de juliol de 2005    | RAS                  | A. Lowe                     |
| 180978 -      | 2005 NZ5               | 4 de juliol de 2005    | Kitt Peak            | Spacewatch                  |
| 180979 -      | 2005 NW7               | 1 de juliol de 2005    | Kitt Peak            | Spacewatch                  |
| 180980 -      | 2005 NQ8               | 1 de juliol de 2005    | Kitt Peak            | Spacewatch                  |
| 180981 -      | 2005 NN9               | 1 de juliol de 2005    | Kitt Peak            | Spacewatch                  |
| 180982 -      | 2005 NU11              | 4 de juliol de 2005    | Kitt Peak            | Spacewatch                  |
| 180983 -      | 2005 NU12              | 4 de juliol de 2005    | Mount Lemmon         | Mount Lemmon Survey         |
| 180984 -      | 2005 NX12              | 4 de juliol de 2005    | Palomar              | NEAT                        |
| 180985 -      | 2005 NC13              | 4 de juliol de 2005    | Mount Lemmon         | Mount Lemmon Survey         |
| 180986 -      | 2005 NK14              | 5 de juliol de 2005    | Kitt Peak            | Spacewatch                  |
| 180987 -      | 2005 NU15              | 2 de juliol de 2005    | Kitt Peak            | Spacewatch                  |
| 180988 -      | 2005 NY15              | 2 de juliol de 2005    | Kitt Peak            | Spacewatch                  |
| 180989 -      | 2005 NO16              | 2 de juliol de 2005    | Kitt Peak            | Spacewatch                  |
| 180990 -      | 2005 NL17              | 3 de juliol de 2005    | Mount Lemmon         | Mount Lemmon Survey         |
| 180991 -      | 2005 NP19              | 5 de juliol de 2005    | Mount Lemmon         | Mount Lemmon Survey         |
| 180992 -      | 2005 NF20              | 4 de juliol de 2005    | Socorro              | LINEAR                      |
| 180993 -      | 2005 NQ20              | 2 de juliol de 2005    | Reedy Creek          | J. Broughton                |
| 180994 -      | 2005 NT21              | 1 de juliol de 2005    | Kitt Peak            | Spacewatch                  |
| 180995 -      | 2005 NG22              | 1 de juliol de 2005    | Kitt Peak            | Spacewatch                  |
| 180996 -      | 2005 NT23              | 4 de juliol de 2005    | Kitt Peak            | Spacewatch                  |
| 180997 -      | 2005 NW29              | 3 de juliol de 2005    | Mount Lemmon         | Mount Lemmon Survey         |
| 180998 -      | 2005 NF36              | 5 de juliol de 2005    | Palomar              | NEAT                        |
| 180999 -      | 2005 NE39              | 6 de juliol de 2005    | Reedy Creek          | J. Broughton                |
| 181000 -      | 2005 NH39              | 6 de juliol de 2005    | Reedy Creek          | J. Broughton                |